# バラク・オバマの国籍陰謀論

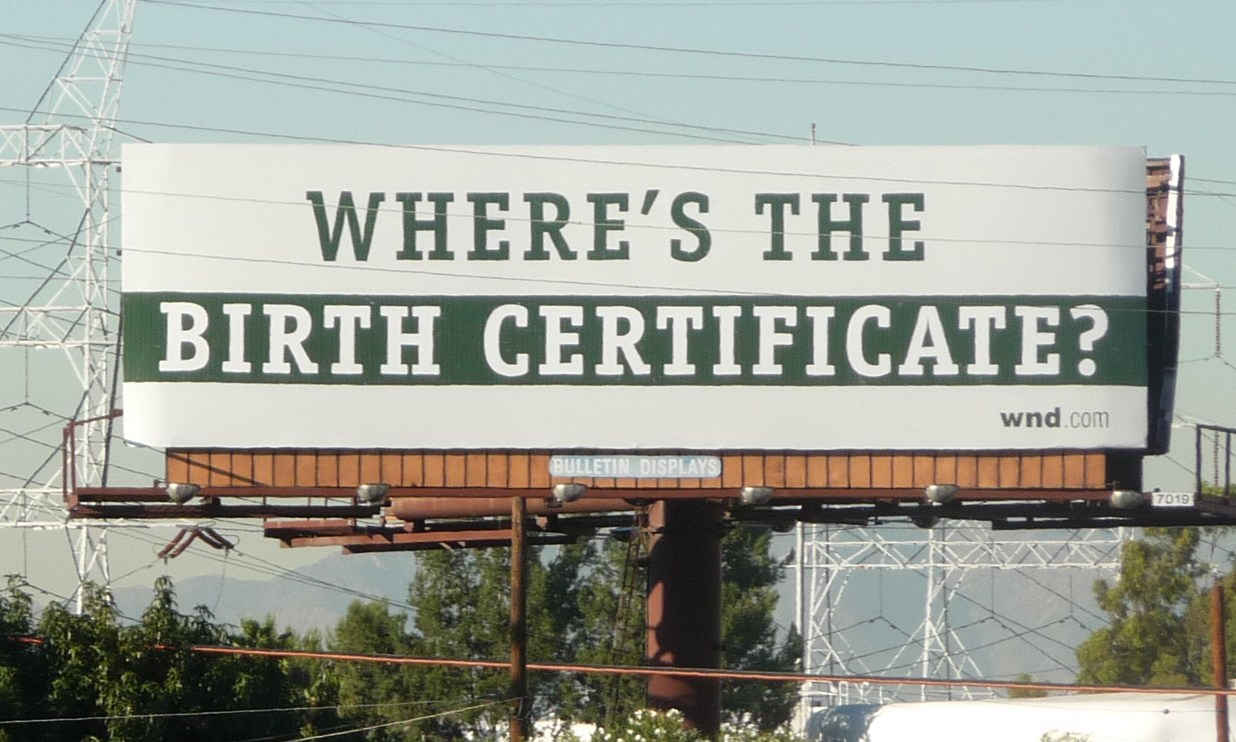
"WHERE'S THE BIRTH CERTIFICATE?（出生証明書はどこだ？）"と書かれた看板。バラク・オバマの出生証明書、ひいては大統領としての適格性に疑問を投げかけている。これは米偽ニュースサイト「WorldNetDaily」の出した広告の一部で、看板右下に同サイトのURLが書いてある。

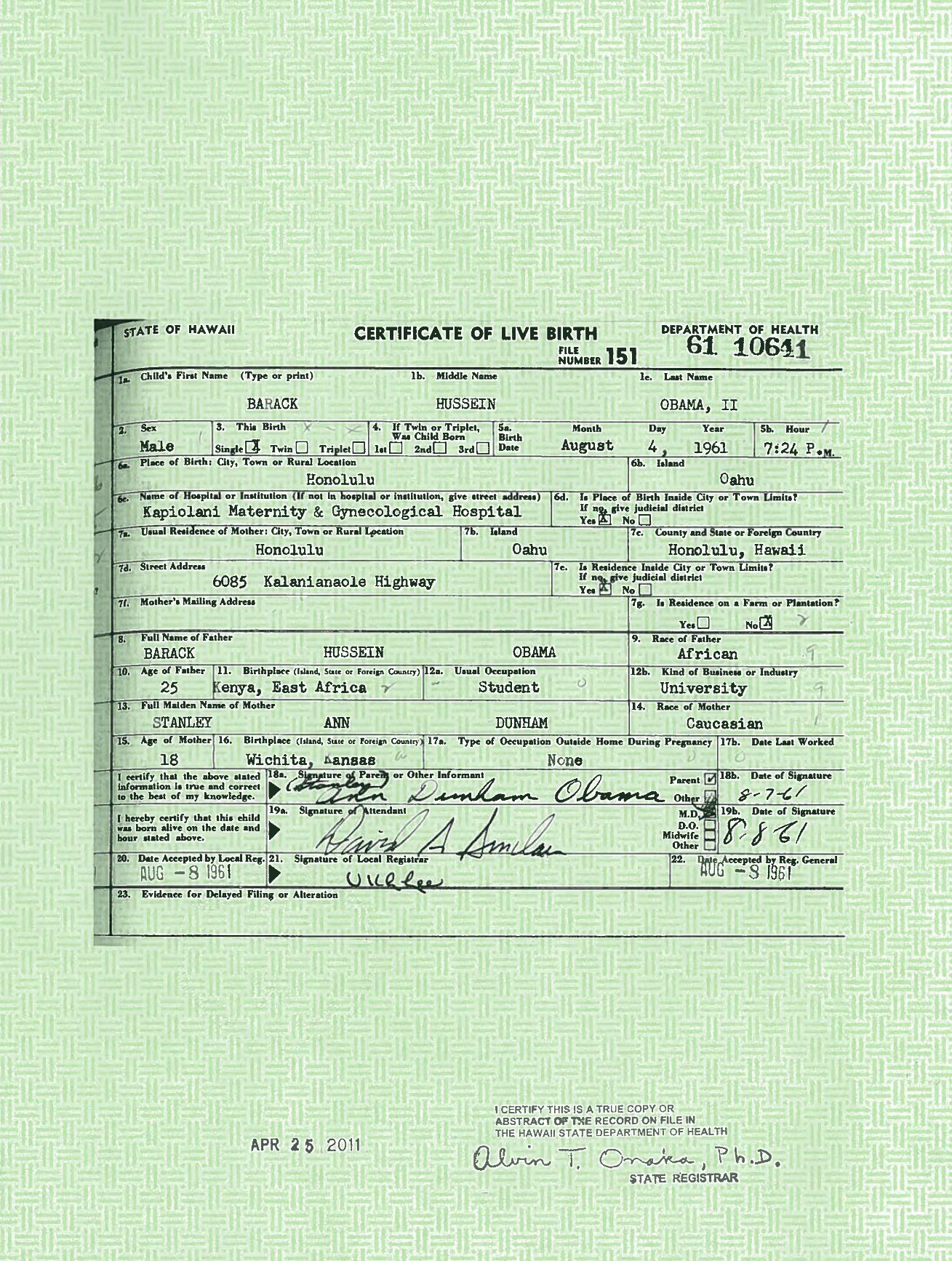
2011年4月27日に公表されたオバマの出生証明書。オバマは1961年8月4日午後7時24分にホノルルで生まれたことが記載されている。

バラク・オバマの国籍陰謀論（バラク・オバマのこくせきいんぼうろん）は、バラク・オバマは出生時にアメリカ合衆国の国籍を有しておらず、アメリカ合衆国憲法第2条が定める「出生による合衆国市民」に該当しないためアメリカ合衆国大統領たる資格がないとする陰謀論。
2008年の大統領選挙運動中、大統領就任中、そして大統領職を退任した後も、オバマの宗教的選択および信条や、出生地・国籍に関する様々な報道があり、こうした点に疑義を呈し続ける人々の動きは、やがてマスコミから「バーサー運動（birther movement）」と呼ばれるようになった。この中で、オバマは合衆国憲法第2条の規定する「出生による合衆国市民（natural-born citizen of the U.S.）」ではないので大統領になる資格がないとする誤った主張がなされ、主に米国の保守派、共和党員、黒人に反感を抱く人々などによって支持された。
この陰謀論の主な根拠として、オバマが公表した出生証明書は偽造されたものであり、実際の出生地はハワイではなくケニア植民地（Kenya Colony）であったとする説がある。他に、オバマは幼少期にインドネシアの市民権を得たために米国市民権を失ったとする説や、オバマはイギリスとアメリカの二重国籍者として生まれたため、出生による合衆国市民ではないと主張する説もある。政治評論家の大多数は、こうした様々な主張を米国史上初のアフリカ系アメリカ人大統領であるオバマに対する人種差別的な反応と捉えている。
こうした陰謀論は非主流派の論客（fringe theorists）らによって喧伝されたが、その代表的人物は後にオバマの後任として米国大統領となるドナルド・トランプであった。
非主流派の中には、オバマが大統領に就任する資格がないとする宣言や、大統領資格がないことを裏付けるであろう様々な文書へのアクセスを認めるよう求める訴訟を起こした者もいたが、そうした努力が実ることはなかった。また政治的に対立するグループ、特に共和党の中には、オバマの市民権について懐疑的な意見を表明したり、それを認めようとしない者もいた。
オバマの国籍陰謀論は、大統領選挙前の2008年にオバマがハワイの公式出生証明書を公開しても、ハワイ州保健局が原本に基づいて内容を確認したとする声明を発表しても、2011年4月に出生証明書原本（Certificate of Live Birth または long-form birth certificate）のコピーが公開され、オバマの名前が掲載された当時のハワイの新聞の出生欄が公開されてもなお、根強く残り続けている。
2010年に実施された世論調査（2011年4月の原本公開前）では、米市民成人の少なくとも25％がオバマが米国で出生したことを疑っていると回答していたが、
2011年5月にギャラップが行った世論調査では、その割合が13％（共和党員の23％）にまで低下していた。これは、2011年4月にオバマが出生証明書原本を公開したことに起因するものと見られている。

## 背景

### オバマの生い立ち
オバマの大統領資格について疑義を表明したり、彼の生い立ちに関する事実を受け入れない人々は、俗に「バーサーズ（birthers）」と呼ばれる。これはアメリカ同時多発テロ事件陰謀説を信じる人々が「トゥルーサーズ（truthers）」と渾名されたことに呼応したもので、
こうした陰謀論を信ずる人々は、オバマの生い立ちについての次のような事実のうち、少なくとも一部を否定している。:
バラク・オバマは1961年8月4日、ハワイ州ホノルルにあるカピオラニ産婦人科病院（現:カピオラニ婦人科・小児科医療センター(en)）で誕生した。オバマの母はアメリカ合衆国カンザス州ウィチタ出身のアン・ダナム、
父バラク・オバマ・シニアは、イギリス保護領ケニア植民地ニャンザ州ニャンゴマ・コゲロ村出身のルオ族で、当時ハワイ大学に通っていた。オバマの誕生は地元紙ホノルル・アドバタイザーでは1961年8月13日付の誕生欄、ホノルル・スター・ブレティン紙では8月14日の誕生欄にそれぞれ掲載されている。オバマ・シニアの入国管理記録にもバラク・オバマがハワイで生まれたことが明記されている。オバマの高校時代の先生のひとりはオバマの母親と知り合いで、オバマが生まれた日のことを聞いたことを覚えている。
オバマの両親は1964年に離婚した。オバマは1966年から1967年までホノルルのノエラニ小学校（Noelani Elementary School）付属幼稚園に通った。
1967年、オバマの母はインドネシア人学生でハワイ大学に通っていたロロ・ソエトロと再婚し、一家はジャカルタへと移住、オバマは同地でまずCatholic St. Francis of Assisi Schoolに通い、その後メンテン地区にあるインドネシアのエリート公立校 (State Elementary School Menteng 01) に入学した。インドネシアでの少年時代オバマは「バリー(Barry)」と呼ばれ、ときに義父の姓により「バリー・ソエトロ」、また実父の姓から「バリー・オバマ」などと呼ばれた。1971年、10歳のときにオバマはホノルルに戻り、母方の祖父母マデリンとスタンレー（en）と暮らし始め、以降オバマは米国に居住し続けている。

### 主張の発端
2008年3月初旬から、オバマがケニアで生まれてから飛行機でハワイに来たという噂が（これでオバマは大統領職不適格になるだろうとの示唆も含めて）保守系のウェブサイトで広がった。同年4月、ヒラリー・クリントンの一部支持者間で同内容の匿名チェーンメールが出回り 、この話を焚きつけたことで解雇された選挙運動ボランティアもいた。これらを含む多数のチェーンメールが、その後の大統領選挙中にオバマの祖先、宗教、出生証明書に関する虚偽の噂を流布していった。
2008年6月9日、保守系の雑誌ナショナル・レビューオンラインのジム・ジェラティが、オバマは出生証明書を公表してはどうだろうかと提案した。ジェラティは、出生証明書を公開することでネット上に流布している幾つかの誤った噂、例えば「オバマのミドルネームは元々フセインではなくムハンマド」「母がつけたファーストネームはバラクではなくバリー」「バラク・オバマ・シニアは彼の実父ではない、ゆえにバラク・オバマは出生による米国市民ではない」などが虚偽だと証明できると述べた。
2008年8月、ペンシルベニア州民主党委員会の元会員フィリップ・J・バーグは「オバマはケニアのモンバサで生まれた」と主張してオバマに訴訟を起こしたが失敗に終わった。
2008年10月、米公共ラジオ局の記事が「ケニア生まれのバラク・オバマ上院議員」に言及した。また同月、オバマが「ケニア生まれ」であることをAP通信が報じた、と主張する匿名メールが出回った。この主張はケニアの現地紙 (The Standard (Kenya)) に5年前に登場したAP通信の話に基づいていた。噂検証サイトのスノープスは、オバマをケニア生まれとかファーストネームの綴りが違うと書いている見出しや導入部はケニアの新聞によって付け足されたものであることを暴き、AP通信発行の記事や同時期にAP通信記事を取り上げた他紙には一切見当たらなかったことが判明した。

## 出生証明書の公開

### 抄本、2008年

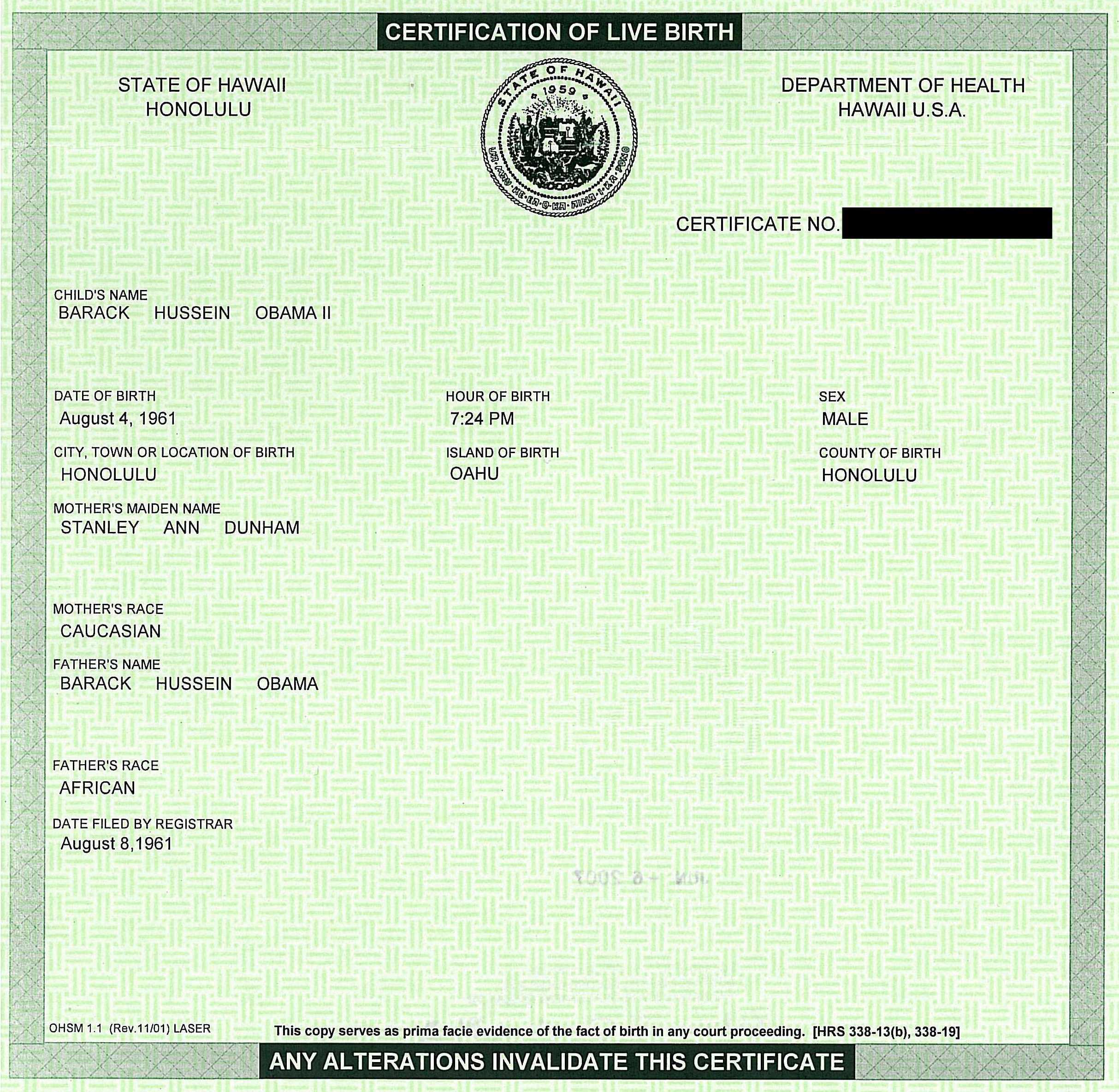
2008年6月に大統領キャンペーン中に公開されたバラク・オバマの出生証明書のスキャン画像

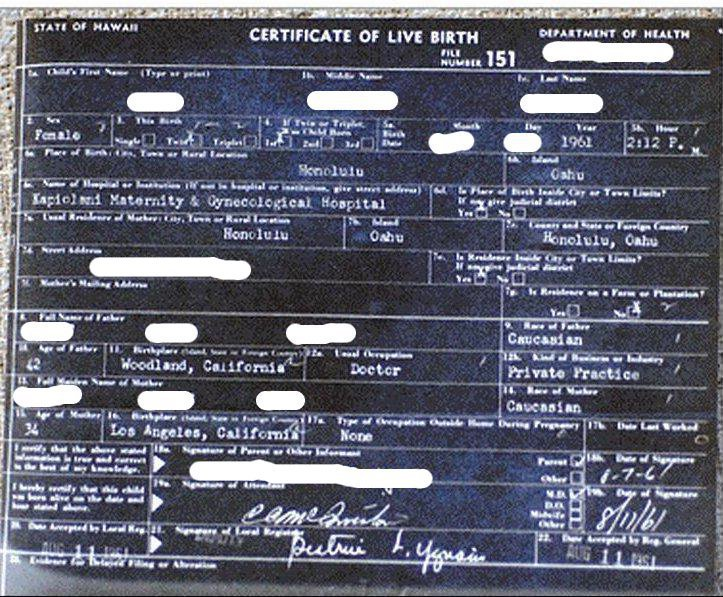
1961年にハワイ州で発行された出生証明書のサンプル。証明書には病院名と医師の名前が含まれる。

2008年6月、オバマ陣営は"Fight The Smears（中傷と闘う）"というウェブサイトを立ち上げそこにオバマの出生証明書の画像を投稿して噂に対抗した。
レーザー印刷された文書のスキャン画像は、2007年6月6日にハワイ保健省が発行した同省認定入りのものだった。これは抄本にあたる「生誕証明書(Certification of Live Birth)」であり謄本の出生証明書よりも情報は少ないが、ハワイ州ではもはや謄本を発行していない。ハワイ保健省の広報官は、出生記録が「一元管理で電子ファイルに収められた」2001年にハワイ州は証明書の謄本発行を停止したと説明し、そのためハワイ州には「証明書の抄本や謄本というものがない（証明書が１種類だけ）」と説明した。一部が手書きで一部がタイプ入力された「生誕記録」は、オバマが生まれた1961年に作成および提出されたもので「州保健省1階ファイル棚の合冊の中に収められている」という。この文書は同州の電子記録を作成するのに使用され、論争が始まってから幾度も州当局によって調査されている。 
証明書を公開するにあたり、オバマのウェブサイトはこの噂が「実際には単に用紙の有無を問うものではなく、バラクが米国市民ではないと思わせるよう人々を印象操作するものだ」と宣言した。同陣営はデイリー・コスのブログにも文書コピーを提供した。この公開に言及して、ナショナル・レビューにコラム執筆するジム・ジェラティは2008年6月12日に次のように書いている。
...この文書は、彼あるいは彼に委任された誰かが州から与えられたその記録です。ハワイ州保健省内部に複数の広大な陰謀がない限り、彼の（原本の）出生証明書が異なるデータだと考える理由は存在しません。
オバマの適格性を疑問視する人々にしばしば出てくる議論は、彼が最初から自分の"原本"または"謄本"の出生証明書コピーを公開せずに、1961年ハワイ発行でも全ての情報を含んでいない"抄本"だった事に関連している。最初の文書である「生誕証明書」という文言使用が、「出生証明書」と同等なものを意味しないと主張したのである。メディア調査、この事案に取り組んだ全ての司法討論会、ハワイ政府当局者によってこの議論は幾度となく誤りだと証明され、その中でオバマ陣営が公表した文書は実際の彼の公式な出生証明書だというコンセンサスに達した。州保健局長は、同州が「国家の方針と手順に従って、オバマ上院議員の出生証明書の原本を記録している」と断言した。なお、抄本は「どんな裁判手続きにおいても出生事実の証明に十分といえる(Prima facie,反証が提示されない限りその事実証明に十分なだけの)」証拠」である。

#### 陰謀論者による否定
2008年の証明書公開は新たな疑念を生むこととなった。陰謀論者らは、この証明書は画像編集ソフトフォトショップを使ってデジタル加工されたもので州政府のスタンプもない、オバマは1961年の出生証明書「原本」を公開せよと迫った。『 The Obama Nation: Leftist Politics and the Cult of Personality（オバマの本性:左翼政治家と個人崇拝）』の著者ジェローム・コルシはFOXニュースの取材に対し「オバマ陣営は、本物ではないニセ物の出生証明書を自分たちのサイトに載せた。この画像にはフォトショップの加工跡がみられる。このサイトに今掲載されているのは偽造書類だ。オバマ陣営は本物の出生証明書を公開しようとしていない」と答えた。だがこうした見解は、州政府当局からもメディアからも、独立系事実確認団体からも否定された。米非営利団体「ファクトチェック」はオバマ陣営を訪れ証明書原本を確認した上で次のように述べている。
ファクトチェックのスタッフが証明書原本を実際に目で見て触って調べ、写真も撮りました。その結果、この証明書は米国籍を証明するための州当局要求をすべて満たす書類であるとの結論に至りました。スタンプや署名がないからといった主張は誤りです。この書類の高解像度版を「裏付け書類」として本記事に掲載します。私たちの結論は、オバマ氏は、本人が主張してきたとおり、アメリカ合衆国生まれである、です。
コルシは2019年3月下旬までオバマの出生証明書に疑問を投げかけ続けた。CNNのインタビューで、彼は「ケニアからの元の1961年の出生記録を見たい、それで解決するはずだ。ハワイ州は、これらの記録を誰にも見せようとしない」と主張した。コルシの弁護士ラリー・クレイマンは、同じインタビューで「出生証明書では1961年に『アフリカ系アメリカ人』という文言を使っている」と虚偽の断言をした。

#### ハワイ州保健局の対応
ハワイ保健局局長のチヨメ・フキノは、ハワイ州当局にはオバマの「州の指針と手続きにのっとった出生証明書原本の記録」があることを認める声明を発表した。声明では「バラク・フセイン・オバマ上院議員の公式出生証明書に対し多数の開示請求がある」としながら、当局は「その本人との血縁関係がない人達」にそれを公開することを禁じられていると説明した。彼女は「州当局の誰からも、リンダ・リングル知事からも、『このバイタルレコード（出生記録）をハワイ州が保管する他のバイタルレコードと別のやり方で取り扱うように』などといった指示は受けていない」との説明がなされた。
CNNの調査員によれば、ハワイ州は2001年にすべての出生記録書類を破棄したため出生証明書の原本はもう存在せず、今ある出生証明書は原本の写しであるという。
ハワイ保健局広報担当ジャニス・オオクボは「バイタルレコードは破棄していない」と述べ、ハワイ州保健局局長も次のように強調した。
「私、ハワイ州保健局局長チヨメ・フキノは、ハワイ州保健局のファイルに保管されているバイタルレコード原本を見て、バラク・フセイン・オバマ氏がハワイ州で出生した生粋のアメリカ国民であることを確かめました。この声明にも、そして8か月前の2008年10月に発表した声明にも、これ以上なにも付け足すことはありません」

### 謄本、2011年
2011年4月22日、オバマはハワイ州保健局長のロレッタ・ファディに生誕証明書の原本（出生証明書の謄本）の公認コピーを依頼した。書簡に添えられたのは、オバマの顧問弁護士ジュディス・コーリー直筆の要求で、コンピュータで生成された証明書のみを発行するという同部署の方針放棄を要請するものだった。この方針放棄をすることが、大統領の出生記録への相次ぐ要請の負担から同部門を緩和することになるだろう、とコーリーは主張した。
2011年4月25日、ファディはこの要求を呑み、保健局の登記官が公認コピーを発行する際には写しの手順を確認した。同日、コーリーはホノルルにある同局本部でオバマに代わり必要な料金を支払い、要請してあった出生証明書原本の認定コピー2部、原本と同一であるとの信憑性を証明するファディからの添付書簡、この手続き料金の領収書を受け取った。ファディは、出生証明書の継続的な要求を避けるために、オバマの地位のおかげでコンピュータで生成された写しだけを発行するという通常の方針に例外を与えたと述べた。
2011年4月27日、ホワイトハウスの職員はこの証明書のコピーを記者たちに渡し、証明書のPDF画像をホワイトハウスのウェブサイトに掲載した。この証明書は2008年に公表済みの公的な証明書抄本に書かれていた情報を再確定するもので、オバマが生まれた病院名などの詳細も追加提供されていた。

#### 陰謀論者による否定
新たに公開された文書は（前回と同じく）画像編集ソフトで作られた偽造である、というドラッジ・レポート発信の主張がネット上で急速に広まった。だがナショナル・レビューの技術責任者ネイサン・グールディングは、ホワイトハウスのPDFで見つかったレイヤー成分の件を「ハワイで出生証明書をスキャンした誰かがスキャナーのOCR設定（文字認識設定）をオフにし忘れたもの」だと示唆して否定した。ネイサンは「この画像をスキャンしてPDFに変換し、そのPDFを最適化し、その後Adobe Illustratorで開いてみたところ、実際に出生証明書PDFに見られるものと同じレイヤーが作られていることを私は確認しました。貴方も家で各自試すことができます」と付け加えた。

#### 「身元書類開示せよ」
アフリカ系アメリカ人のニュースサイトグリオ (ニュースサイト)の解説者ゴールディ・テイラーは、オバマが出生証明書を提示することになった要請を、かつて黒人がジム・クロウ法の下で義務付けられていた「身元書類を開示せよ(show his papers)」を彼にさせているのと同等だと特徴づけた。社会学者マシュー・W・ヒューイは、理想的で真正の米国市民たる白人アングロサクソン・プロテスタント(WASP)対象者の混在に反対するオバマへの人種的「他者」の証拠として、この主張の多くを引用した。

## 虚偽の主張

### ケニア生まれ
オバマ大統領の適格性に反対する人達の一部が、彼はケニア生まれなので出生による米国市民ではないと主張している。オバマが米国外で生まれたか否かは、出生時に彼の米国市民権が無効になっていたかで論じられている。ロサンゼルス・タイムズ紙の政治評論家アンドリュー・マルコムは、オバマの母親はアメリカ市民だったので、オバマは生まれた場所に関係なく大統領に就任する資格があると主張し、オバマの母親が「バリー坊や（バラクオバマ）が生まれたとき火星にいたとしても、 彼は依然としてアメリカ人である。」と語った。反対の見解はUCLA法学教授ユージン・ヴォロックによって流布され、仮にオバマが米国外で生まれたというシナリオなら、当時の法律では少なくとも「14歳以降5年間」の米国滞在をオバマの母親に要求していたため、その3カ月前に生まれたオバマは出生による米国市民ではなくなるという。

#### オバマ父方の義祖母の事案
間違いだがよく広まった説として、オバマ父方の義祖母サラ・オバマがアナバプテストの司教ロン・マクレーに「自分はオバマがケニアで生まれた時に居合わせた」と長距離電話で語っており、その録音があるという。
マクラッチー紙は、オバマの義祖母に関する話がどのように始まったかを説明した。このテープは会話の途中、彼女が「オバマはモンバサで生まれてません。彼はアメリカで生まれました」との趣旨を明言する箇所の手前で切られている。[中略]その後の受け答えでも「オバマはハワイ、ハワイです。彼女は、彼がハワイで生まれたと言っています」と、女性の話に続けて翻訳者が語っている。
2007年シカゴ・トリビューン紙のインタビューでサラ・オバマは論争解明の更なる光明を投げかけた。このインタビューで彼女は、バラク・オバマ・シニアとアン・ダナムが結婚してから6ヶ月後にバラク・オバマ2世が1961年8月4日に生まれたことを告知する手紙を、ケニアの自宅で受け取ったと述べた。
2012年6月にケニアの自宅で行われたインタビューで、サラ・オバマは「一部の人達は大統領がケニアで生まれたと信じたがっています。これらの人達ががあなたを悩ませたり、彼の出生証明書を要請したことはありますか？」と質問された。彼女の回答は「とにかく、バラク・オバマはケニア生まれではありません」だった。

#### 偽造のケニア出生証明書
2009年8月2日、オーリー・テイツという女性がケニアの出生証明書なるものを公開して法廷文書に添付した上で、もしもこの証明書が本物であることが証明されれば、キーズ対ボーエン訴訟（この中で原告はオバマが出生による米国市民であると証明する文書を提示させる司法命令を要求した）における訴訟期間を大幅に短縮する筈だと自ら語った。提出された法的文書には「出生届の認証謄本の未承認カラーコピー」との説明文が付記されていた。この文書はほぼ即座に偽造であることが明らかとなった。それは「ケニア共和国」によって発行されたと称しているが、実際のところ文書に記されているような国家はオバマの誕生時にまだ存在していなかった（ケニアは1963年までイギリス植民地だった）のである。
その後、ケニアの出生証明書と提出されたものがオーストラリアの出生証明書を改竄したものであるとの証拠がオンライン系譜サイトで見つかり、明白となった。ウェブサイトのWashington Independentは、偽造を請け負った者としてアノニマス・ブログ利用者を挙げ、その主張を立証する4枚の写真を投稿した。

### ハワイ生まれではない
オバマのハワイ州の出生証明書が存在するにもかかわらず、とりわけ弁護士テリー・ラーキンは、外国生まれの子供を含め誰もがハワイの出生証明書を取得できるので、オバマのそうした証明書の所持は彼がハワイで生まれたことを証明するものではないと主張した。しかし、これがオバマに適用された可能性があるとの示唆は、ハワイ州保健局の広報部長ジャニス・オクボによって次のように否定された「例えば、仮にあなたがバリ島で生まれた場合でもハワイ州から証明書を受け取ることは可能だが、そこにはあなたがバリ島生まれだと書かれています。あなたがホノルル生まれだ、と書かれている証明書を取得することはできません。同州には証明書に表記する事実の確認をする義務があるのです」。この主張に反論するもう一つの事実として、外国生まれの子供がハワイの出生証明書を取得することを許可する法律はオバマが生まれてから20年後まで存在しておらず、一方オバマの公表した出生証明書は誕生4日後の1961年に出生情報が記録されたとあるため、彼がホノルルで生まれたことを自明に述べている。
さらに一部の人達は、出生証明書の情報は片親の証言に基づいているだけで問題ないと主張している。 
2009年7月27日、フキノは「ハワイ州保健局のファイルに保管されているバイタルレコード原本を見て、バラク・フセイン・オバマ氏がハワイ州で出生した生粋のアメリカ国民であることを確かめました」と明言した
。
ハワイ州保健局広報官ジャニス・オオクボは、バイタルレコード公開に関する州の指針について「もしオバマ陣営の誰かが、オバマの代理人であることを確認できる何らかの書類をもって直接こちらにきて、オバマの記録を公開することを許可されるのでしたら、バイタルレコードを公開できます」と具体的に説明した。
カピオラニ婦人科・小児科医療センターの広報担当は、連邦プライバシー法を引用しつつ「たとえ他のあらゆる情報が、オバマはカピオラニ病院で生まれたと言っていたとしても」自分達の標準手続きではオバマがそこに生まれたことを肯定も否定もできないと発言した。

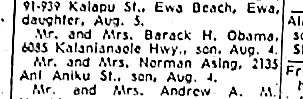
1961年8月13日のホノルル・アドバタイザー紙に掲載された、オバマの誕生告知

1961年、8月13日と14日にバラク・オバマの出生告知がホノルル・アドバタイザーと ホノルル・スターブレティンの両紙で掲載され、オバマ両親の自宅住所がホノルルにあるKalanianaole Highway6085だと記載されていた。2008年11月9日、アドバタイザー紙はマイクロフィルム記録から当該欄のスクリーンショットを撮りウェブサイトに掲載した。この誕生欄は保険局から定期的に送られてくる情報を元に各新聞紙に掲載されるものであった。
2009年7月29日に発行された社説で、両方の新聞の人口動態統計表は主だった州立図書館のマイクロフィルムで利用可能であるとホノルル・スター・ブレティン紙は指摘し、「この赤ちゃんがいつか米国大統領に選出される道を切り開いておくつもりで、州の保健局とオバマの両親が共謀して新聞各紙に虚偽の情報を提供したとでもいうのだろうか？」と皮肉を込めて問いかけた。

### 米国市民権を失った
オバマは幼少期に暮らしていたインドネシアの市民権を取得した（そのため米国市民権は喪失かもしれない）ことが示唆されている。オバマが既に米国市民ではない（又は二重国籍を保有する）ことを証明する試みとして、一部の人達は彼の1981年のパキスタン旅行が米国のパスポート保有者入国禁止と思われる時期に行われており、ということは彼は米国以外のパスポートを使用したに違いないと主張している。ただ実際にはそうした入国禁止が存在しなかった。1981年のニューヨーク・タイムズ記事や米国務省の旅行勧告が、米国パスポート保有者によるパキスタン旅行が当時合法であったことを明らかにしている。
2009年からエイプリルフールのデマメールがネット上で流布されるようになった。その虚偽の主張は、オバマがフルブライト奨学金を得るためバリー・ソエトロという名前で「インドネシアからの留学生」だと主張してオクシデンタル大学に応募したというものだった（同奨学金にインドネシア学部生向けは存在しない）。

## 「出生による市民」要件を巡る議論
オバマの不適格性のもう一つの理論には、彼の出生地とは無関係に"出生による市民 (Natural-born-citizen) "の憲法上の定義を彼が満たしていない、というものがある。
アメリカ合衆国憲法修正第14条には「合衆国内で生まれまたは合衆国に帰化し、かつ、合衆国の管轄に服する者は、合衆国の市民である」と書かれている。法学教授ガブリエル・J・チンによると「出生による市民には、修正第14条に基づき誕生によって（米国）市民になった者という取り決めがある」とされる
この取り決めがあるにもかかわらず、似て非なる2つの理論がハワイでオバマが生まれたとしても「出生による市民」としての資格がないと主張している。

### 両親の市民権
テネシー州を拠点とするリバティ・リーガル財団などの一部運動家は、人が第2条第1項の意味する出生による市民であるためには、当人の誕生時に両親いずれもが米国市民である必要があると主張している。この理論に加担している人々は、オバマの父親が米国市民ではなかったのでオバマは出生による市民たりえず、米国大統領になる資格がないと論じている。リバティ・リーガル財団は、米国最高裁判所に持ち込まれた1875年選挙権訴訟 (Minor v. Happersett) の判決の一節を引用しており、その中で最高裁は「両親がそこの市民である国で生まれた子供は全員が出生による市民である」ことに疑念の余地はないと述べている。オバマの適格性に関するこの法制理論は、幾度となく敗訴（2008年のアンケニー対インディアナ州知事が一番有名）した。

### 二重国籍
ニュージャージー州の弁護士レオ・ドナフリオを含む他の人々は、彼が出生時に二重国籍であるなら、その人は出生による市民になりえないとの間違った主張をしている。この説を支持する人々は、オバマの父親がオバマ誕生時に英国と植民地の市民だったのでオバマは二重国籍であり、ゆえに出生による米国市民ではないと主張している。
2008年8月、コロラド州デンバーで発行されていた日刊紙ロッキー・マウンテン・ニュース  (Rocky Mountain News)  は、オバマは米国人であると同時にケニア人でもあるとする記事をオンライン上に掲載した。だが、この記事は誤報であることが判明。同紙は虚偽報道に対する謝罪文を発表したが、オバマの大統領就任資格についてのネット上の噂をさらに煽る結果となった。
ファクトチェックは、オバマはケニアが英国の植民地であった時代のケニア人を父親に持つことから、英国法の下では「連合王国及び植民地市民」（Citizenship of the United Kingdom and Colonies, CUKC）であったが、1963年にケニアが独立した際にCUKCとしての市民権を失いケニアの市民権を得たものの、1984年、23歳の時に「ケニア以外の国籍を正式に放棄しケニアへの忠誠を誓う」ことをしなかったことから（ケニアの憲法は成人期に二重国籍を持つことを禁止している）、オバマはケニアの市民権を自動的に失った、と説明している。

## 陰謀論の拡散者と支持者

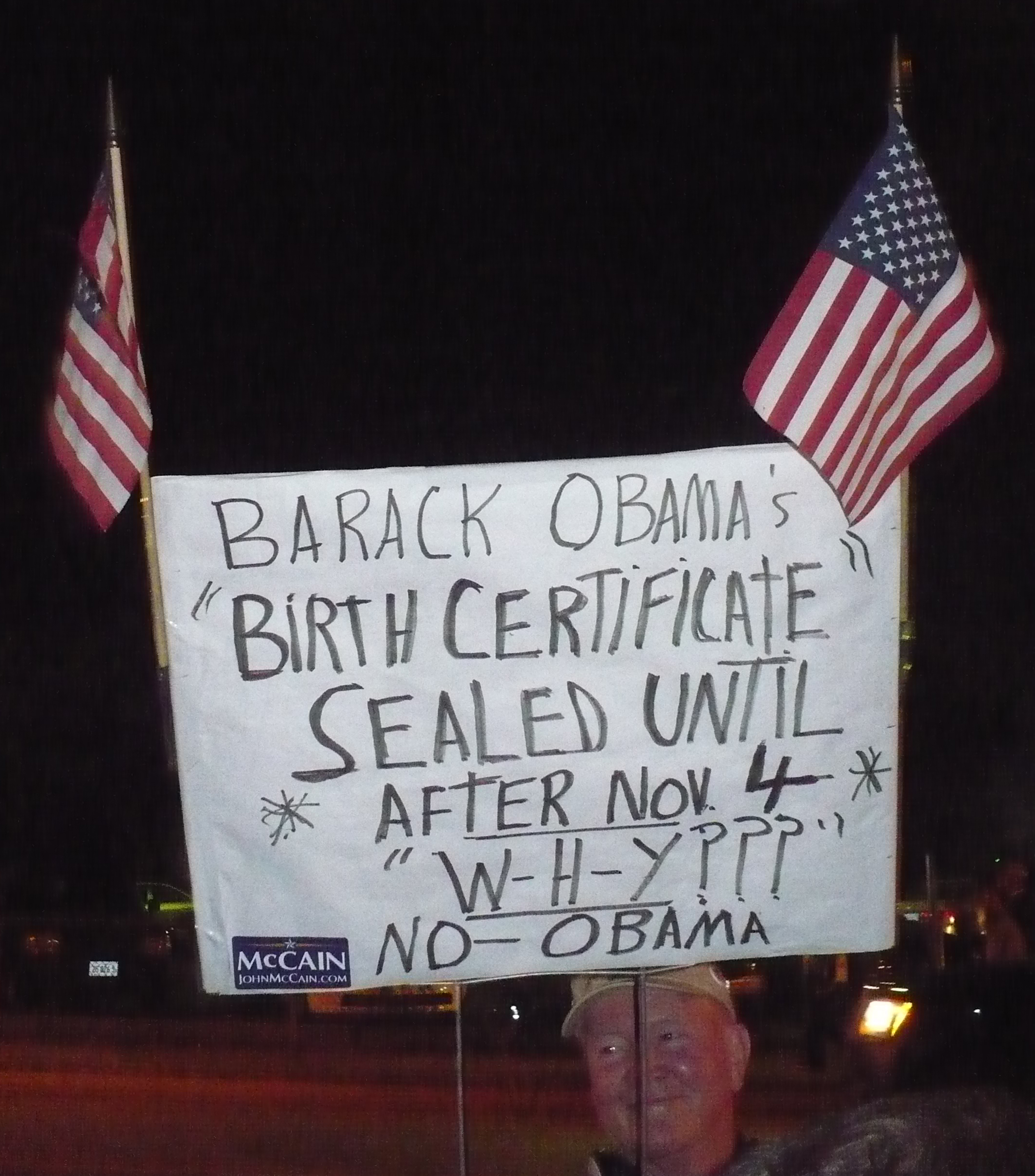
オバマ出生証明書の正当性に疑問を投げかける抗議者たち

オバマの大統領資格を疑問視する人々の中でも著名なのが、ペンシルベニア州弁護士で9・11陰謀論者でもあるフィリップ・J・バーグである。バーグは自身を「リベラル寄り」の民主党員で、大統領候補にはヒラリー・クリントンを支持するとしている。
この他著名な人物として、2004年のイリノイ州上院議員選挙でオバマと議席を争ったアラン・キーズがいる。キーズはレーガン政権時代に外交官経験があり、現在はメディアに出演し「保守派政治活動家」を自称して活動している。
カリフォルニア州の歯科医兼弁護士で、ソ連からイスラエルに、その後アメリカに移住した経歴をもち、アメリカとイスラエルの二重国籍者でもあるオーリー・テイツは、オバマの国籍問題追及の顔ともいえる存在であることから「バーサーズの女王蜂（queen bee of the birthers）」とも呼ばれている。
他には、「オバマは実はイスラム教徒だ」とする運動を始めた泡沫政治活動家アンディ・マーティン、
2008年12月にシカゴ・トリビューン紙に全面広告を掲載し、オバマがケニアで生まれたことや、その後米国籍を放棄したなどとを主張した納税抗議者（tax protester）で政治活動家のロバート・L・シュルツなどがいる。
第三政党のアメリカ立憲党もオバマは正式な出生証明書を公開せよとのキャンペーンを行っている。
AmericaMustKnow.com というサイトは、オバマの大統領就任に反対票を投じる「不実の選挙人」になるようにアメリカ選挙人団に対してロビー活動を行うよう訪問者に促した。 
全国の選挙人たちのもとには、オバマ氏の出生証明書は偽造であり、彼がケニアで生まれたことを主張し、オバマの大統領就任を否定するよう要求する多数の手紙や電子メールが送り付けられた。
ネット上の運動参加者の中には、週に一度電話会議を行って最新のニュースや話をどうやって広めるかを話し合うなどの調整を行っていた者もいた。
またニュースサイトWorldNetDaily（WND）もこの陰謀論を支持し、最高裁へ手紙を書くキャンペーンを後援した。WNDの創設者ジョセフ・ファラーは、「出生証明書はどこだ？」とする電子掲示板を使用し、オバマの大統領資格を確認する必要があるとする社説を何度も書いた。
ラジオ番組ホストのマイケル・サヴェジ、ジョージ・ゴードン・リディ、ブライアン・サスマン、ラーズ・ラーソン、ボブ・グラント、ジム・クイン、ローズ・テネント、バーバラ・シンプソン、マーク・デイビスらは、自分の司会する番組でオバマには大統領の資格がないとする主張を繰り広げた。ラッシュ・リンボー、ショーン・ハニティー、ルー・ドブスも、自分たちの番組で大統領資格問題を何度か取り上げている。特にサヴェジは「俺たちは非アメリカ市民が指揮する共産主義者によるアメリカ乗っ取りに対する備えをしている」と強く主張した。
ただし、運動家たちの反オバマ・アプローチは必ずしも一致していない。例えば「WorldNetDaily」はフィリップ・バーグの出生証明書偽造主張を批判しており「オバマの（抄録版・ショートフォーム）出生証明書についてWNDが偽造の専門家とともに行った調査で…この文書は本物であることが判明した」と述べている。
一方でWNDは、オバマ側に証明書原本（ロングフォーム）の公開を求めて、WNDは「オバマが誕生した頃、ハワイでは外国での出生をハワイで登録することを認めていた」と主張しているが、そのような状況で発行された出生証明書には、ホノルルなどハワイの地名ではなく、実際の出生地が記載されるという事実を無視している。その後、WNDの記事は記事の内容を撤回し、先に引用した専門家について、「どの専門家も、電子画像が本物であるか、偽造であるかについて決定な報告はできなかった」と述べている。
この露骨な手のひら返しを見たMSNBCのキース・オルバーマンは、WNDのジョセフ・ファラーを2009年1月5日の「世界で最悪の人物(Worst Person in the World)」と紹介した。
南部貧困法律センターのマーク・ポトクは「バーサーズ運動は急進右派から大きな支持を得ており…最も有害な人々もこの陰謀論を採用している」と述べている。この「有害な人々」の中には、白人至上主義者やネオナチのグループが含まれている。
2009年6月10日に発生した米国ホロコースト記念館銃撃事件の被疑者として告発された白人至上主義者であるジェームズ・フォン・ブルン(James von Brunn)は、過去インターネットに、オバマとメディアが彼の人生に関する文書を隠していると非難するメッセージを投稿していた。
ポリティコのジャーナリスト、ベン・スミスはこうした状況について次のようにコメントしている。「バーサーズ神話が暴力的な非主流派グループへ浸透している現状は、シークレットサービスにとっても憂慮すべき事態であろう。神話の中心にあるのは、オバマが大統領職にあることの正当性をいかにして否定するか、なのだから。」

### ドナルド・トランプ
ドナルド・トランプは、オバマの国籍陰謀論を広く拡散した人物のひとりであり、このことによって政治的地位を高め、数年後の2016年アメリカ合衆国大統領選挙での成功を収めたとも言われている。米政治学者のジョン・サイズ（John Sides）、マイケル・テスラー（Michael Tesler）、リン・ヴァヴレックらによると、トランプは「事実上『バーサー』運動のスポークスマンだった。この戦略は成功し、トランプが2011年に大統領選へ出馬しようとした際、オバマを外国生まれ、またはイスラム教徒、あるいはその両方だと考えている共和党支持者のなかで、かなりの割合の人々がトランプ支持に傾いた」という。
2010年、当時トランプの顧問弁護士であったマイケル・コーエンの働きかけで、タブロイド紙ナショナル・エンクワイアラーはトランプ大統領選出馬の可能性を喧伝し始め、またコーエンが関与して、同タブロイド紙はオバマの出生地と市民権に疑問を投げかける報道を始めた。
2011年3月、情報番組グッド・モーニング・アメリカでのインタビューの中でトランプは、大統領選出馬を真剣に検討していること、オバマの市民権について「少し」懐疑的であること、そしてこの見解を共有する人を「馬鹿」（トランプは「バーサー」という用語を「蔑称」と見なしている）の一言で片づけるべきではないと述べた。トランプはさらに「彼（オバマ）の幼児期を誰も知らない」という、ポリティファクトで「Pants-on-Fire」にランク付けされた主張を付け加えた。その後、トランプはトーク番組ザ・ビューに出演し、「彼（オバマ）に出生証明書を見せて欲しい」と何度も繰り返した。トランプは「（オバマが）何か気に入らないことが出生証明書に書かれているのではないか」と推測するコメントをしたが、司会のウーピー・ゴールドバーグによれば「ここ何十年かで聞いた中で一番でっかいクソみたいな話（"the biggest pile of dog mess I've heard in ages."）」であった
。
2011年3月30日のCNNニュースルームでは、アンカーのスザンヌ・マルヴォーが、自身がハワイに行き、幼少期のオバマを知る人たちと話をしたドキュメンタリーを作ったことを指摘してトランプの発言についてコメントした。
2011年4月7日に放送されたNBCテレビのインタビューで、トランプは、オバマが市民権を証明したことに満足していないのでこの問題から手を引くつもりはないと述べた。
トランプがこうした見解を公表し始めた後、WorldNetDailyのジョセフ・ファラーがトランプに接触し、1週間毎日のようにトランプと電話をして、トランプにバーサー”入門書”を提供したり質問への回答の仕方やアドバイスなどを行っていたと報じられている。2011年4月27日にオバマ氏が出生証明書の原本コピーを公開した後、トランプは「私は他の誰にもできなかったことをやり遂げたということなので、大変光栄で、非常に誇りに思っている」と語った。
原本公開後の2011年4月30日夜、ホワイトハウス記者協会主催の夕食会で行われたオバマ大統領のスピーチで、これまでオバマの国籍、出生地問題を攻撃してきたトランプがオバマのジョークのネタとなった。このとき大勢の前で恥をかかされたことが後のトランプ大統領選誕生のきっかけになったとする説もあるが、トランプは「大統領を目指す理由はいくつもあるが、これは違う」と否定している。
2012年10月24日、トランプは、2012年10月31日までにオバマの大学入学願書あるいはパスポートの申請書が公開されればオバマが選んだ慈善団体に500万ドルを寄付することを申し出た。
2016年9月16日、共和党の大統領候補となったトランプは「バラク・オバマ大統領は、アメリカで生まれました。以上です」とオバマが「出生による合衆国市民」であることを認める発言を行った。トランプは論争を収束させたことを自らの手柄とした上で、2016年大統領選のトランプの対抗馬であり、2008年の民主党大統領選のオバマの対抗馬でもあったヒラリー・クリントンがオバマの出生地をめぐる論争を始めたという虚偽の主張を繰り返した。なおクリントン支持者のなかには出生地を疑問視した人々もいたが、クリントン本人や陣営がそうであったという証拠はない。

### その他の公職者・公職候補者

#### リチャード・シェルビー
2009年2月にアラバマ州の地元紙が報じたところによると、タウンホール・ミーティングでリチャード・シェルビー上院議員（アラバマ州選出）が「オバマ氏は出生による合衆国市民ではないという噂は本当ですか」と尋ねられた際、「彼の父親はケニア人で、彼はハワイ生まれだと言われているけど私は出生証明書を見ていない」と答えたという。
シェルビー議員の広報担当はこの話を否定したが地元紙は話は本当だとしている。

#### ロイ・ブラント
2009年7月28日、レポーターのマイク・スタークが、ミズーリ州選出の下院議員ロイ・ブラントにバラク・オバマがアメリカ合衆国で生まれた市民（natural-born citizen）ではないという陰謀論について質問したところ、ブラントはこう応答した:
私はわからない。なぜ大統領は出生証明書を提出しないのか。誰だって出せるでしょう。
そして私はこれは正当な質問と思います。保健記録もない、出生証明書もないのだから。
ブラントの広報担当は、これは文脈を無視して発言の一部を切り取ったものだと後日主張した。

#### ジーン・シュミット
2009年9月5日、オハイオ州ウェストチェスター(en)で開催された「ボイス・オブ・アメリカ・フリーダム・ラリー」で演説した共和党のジーン・シュミット下院議員は、オバマには大統領になる資格はないとコメントした女性に対し「私もそう思います。でも裁判所はそうではないようです。」と答えた。
シュミットの事務所はその後、このコメントのビデオクリップは「文脈を無視して切り取られたものだ」と回答し、オバマは合衆国市民だというのがシュミットの公式見解だと繰り返し述べた。
その後シュミットは、自分はオバマの大統領当選を決める選挙人投票の結果を承認する票を投じており、オバマは合衆国市民であると信じているとの声明を発表。
この声明は2009年7月28日にYouTubeで公開された動画を受けて発表されたもので、この動画ではリポーターのマイク・スタークがシュミットにオバマ大統領の市民権について疑問があるかどうかを尋ね、シュミットがスタークから逃げ去ろうとする様子が映されていた。

#### サラ・ペイリン
2009年12月3日、ラスティ・ハンフリーズのラジオ・トークショーでインタビューを受けたサラ・ペイリンは、ハンフリーズから、もし2012年の大統領選に出馬することを決めた場合バラク・オバマの出生証明書を選挙運動の争点にするかどうかを尋ねられ、次のように答えた。
世間は当然ながら今でも話題にしていると思いますし、そうすることが問題だとも思っていません。有権者はまだ答えを求めていると思うので、わざわざ選挙の争点にする必要があるかどうかはわかりません。
ハンフリーズは続けて、オバマ大統領の出生証明書に関する質問は注目に値すると思うかどうかを尋ね、ペイリンは、「私は注目されて当然だと思います。過去の交友関係や過去の投票記録などと同じで、それらすべてが質問されるに値すると思う。マケイン-ペイリン陣営はこの分野で十分な仕事をしていませんでした」と述べた。
報道機関やブログなどがペイリンのこの発言を取り上げ「バーサー」運動と関連付けて報道すると、ペイリンは自らのフェイスブック上で、発言の意味は有権者には質問する権利があるということであって、自分自身はオバマに出生証明書の作成を求めたことはないと釈明した。さらにペイリンは、オバマの出生証明書への疑問を、2008年の大統領選挙の際に自身に対して提起された、息子トリグの実の母であるかについての疑問と比較した。
ロサンゼルス・タイムズ紙のマーク・ミリアンは、ペイリンがトリグが自分の息子かどうかという問題とバラク・オバマの出生証明書問題とを関連づけたことを激しく批判した。また、ペイリンとトリグの関係について懐疑的な立場にあるアンドリュー・サリバンは、ペイリンのコメントに対して次のように述べた。「ペイリンはトリグの出生証明書も、トリグが本当に彼女の生物学的な息子であることを証明する客観的医学的証拠も何も出していない。」

#### デイヴィッド・ヴィッター
2010年7月11日、ルイジアナ州メテリーで開催されたタウンホール・ミーティングで、デイヴィッド・ヴィッター上院議員はバラク・オバマの出生証明書に関する質問を受け、「私個人には法廷で訴訟を起こす資格はありませんが、保守的で法で認められた団体などが訴訟を起こすなら、支持します。それが一番効果的かつ合法的な方法だと思っています」と述べた。ヴィッター陣営からはこの問題に関する追加コメントなどは発表されていない。

### 軍関係者

#### レイキン中佐の軍法会議
2010年4月13日、アメリカ陸軍は医務部隊軍医のテレンス・リー・レイキン（Terrence Lee Lakin）中佐がアフガニスタンへの配属を拒否したため同中佐を軍法会議にかけると発表した。レイキンは、オバマ大統領は出生による米国市民であるか疑いがあることから合法的な米軍最高司令官とはいえず、したがって自分をアフガニスタンへ派遣する法的根拠が欠けていると主張した。軍はレイキンのペンタゴンビル通行証を取り消し、政府支給のノートパソコンを没収した
。審議の期間中、レイキンはウォルター・リード陸軍医療センターに配属された。
レイキンの事例はステファン・クック（Stefan Cook）の事例とは異なっている。退役軍人であるクックは、配属を志願し配属命令を受けたが、その後に服務を拒否する訴訟を起こした。これに対し軍はクックへの配属命令そのものを取り消すことで対応した。レイキンのケースは配属命令を受けてこれを拒否したもので、米軍は統一軍事司法法典に基づいて訴訟手続きを開始した。2010年9月2日、軍判事のデニス・リンド（Denise Lind）大佐は、オバマの資格はアメリカ合衆国議会の管轄下にあり軍の判断の管轄外であるため、出生による合衆国市民というオバマの地位はレイキンに対する軍法会議とは無関係であるとの判決を下した。
3人の退役軍人がレイキン支持を公表している。一人目は元陸軍少将でFOXニュースの主任軍事アナリストポール・バレリーで、バレリーはインタビューの中で「私は軍の中にいる大勢が、そして軍の外でも大勢がオバマが出生による米国市民かに疑問をもっている」と述べた。
バレリーの声明を受けて、元陸軍少将ジェリー・カリー（Jerry Curry）と元空軍中将トーマス・マキナニーもレイキン支持を明らかにした。
2010年12月15日、軍の陪審員は、意図的に部隊の移動に参加しなかった罪 (a charge of missing movement) でレイキンに有罪判決を下した。翌日、レイキンは6ヶ月の禁固刑と免職処分を言い渡された。

## 政治的影響

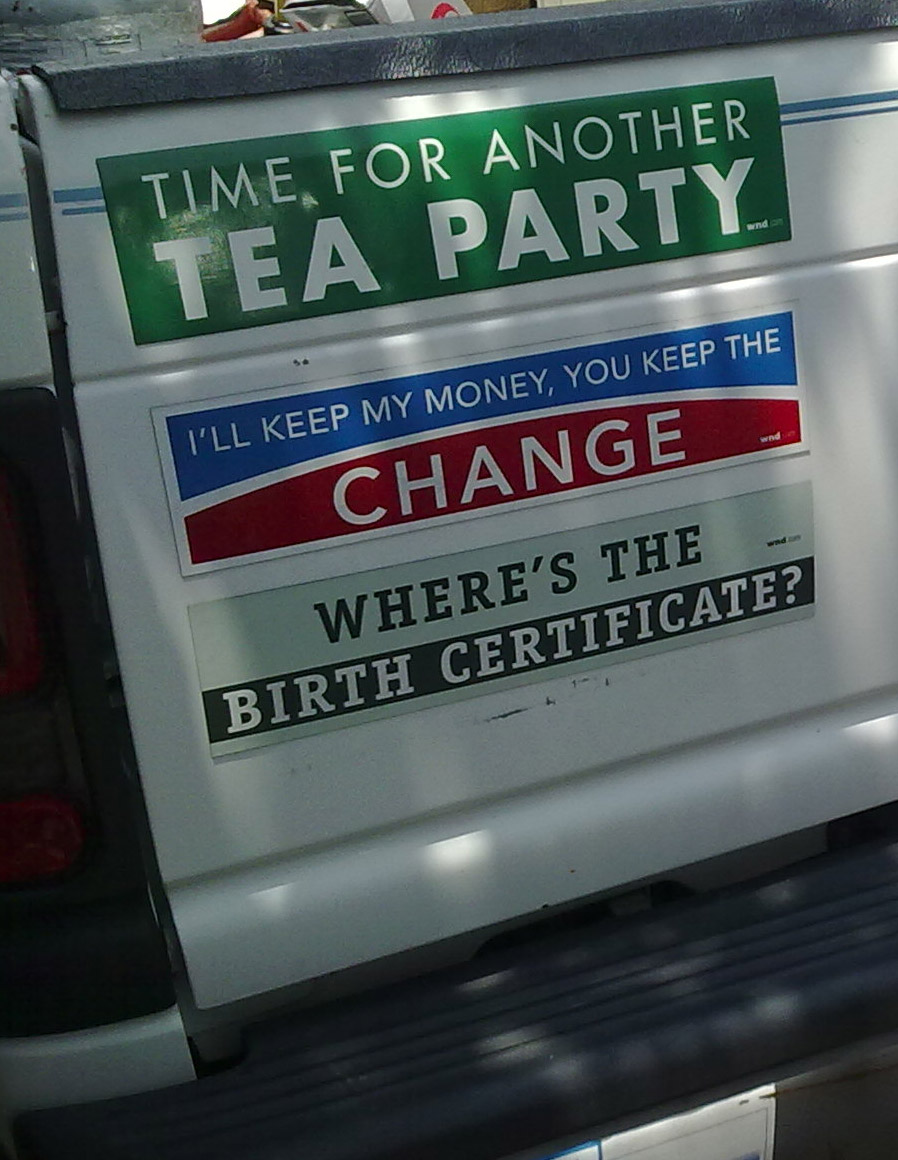
「出生証明書はどこだ？」の標語が書かれたバンパーステッカー.

オバマの市民権に関する主張は2008年の大統領選挙戦でマケイン陣営も論点とし、最終的には取り下げられたものの、
政治的右派の間では引き続き重要な問題であり続けた。活動家たちは2008年選挙人団の投票を拒否し、オバマの選挙を阻止するため共和党議員にロビー活動を掛けるも、2009年1月に証明書公開要求は失敗に終わった 。 2009年半ばになると、市民権問題はダイレクトメールやテレマーケティングで資金調達を行う右派組織にとって最もホットな話題であり、最も儲かる資金調達源の一つとなっていた。出生証明書問題で署名を集めていたアラン・キーズのオンライン請願サイトなどは、保守派運動がメーリングリストを作成する際の主要情報源ともなった。
ニュースサイトWorldNetDailyは2009年7月までの間にこの問題に関する記事を200件以上掲載し、
「Where's the birth certificate?（出生証明書はどこだ）」などと書かれた看板やバンパーステッカー、はがきなどを販売して「数万ドルの売り上げをあげた」という。
自分たちが「バーサー問題で攻撃を受けている」ことを認識している穏健派保守政治家もいる。ティーパーティー運動の2009年の抗議デモでは、抗議者たちが出生証明書問題についての看板を掲げていたが、
その中のいくつかはデモの主催者によって推奨されたものであった。2009年7月にジョージタウン (デラウェア州)で開催された市民対話集会で、オバマの出生証明書について抗議する女性に共和党穏健派のマイク・キャッスル下院議員が「もし今の大統領についてということでしたら、彼は米国市民ですよ」と発言した際にブーイングと嘲笑を受けた件は、マスコミでも広く報じられた。
NBCナイトリーニュースの報道によれば、この問題は他の議員もよく耳にしているという。ある議員が匿名で番組に語ったところによると、この問題が他のすべてをかき消すのが怖く、自分のタウンホール・ミーティングを宣伝する気になれないという。
出生証明書運動家が提起した問題に対処するために、共和党議員の多くが州あるいは連邦レベルで法案改正や憲法改正を提案している。ただし一部の共和党議員はそれを「嫌がらせ行為」だと見なしており「この問題は消えてなくなってほしい」とも述べている。民主党 (アメリカ合衆国)寄りのコメンテーターは、一部の共和党員が陰謀論の支持者から距離を置くことに消極的であると批判して「共和党幹部は、党の基盤である精力的な部分を疎外することを恐れてバーサー運動を非難することに消極的である」と述べた。NBCニュースは「共和党は今その支持基盤にとても大きな問題を抱えているというのが、これらすべての背景にある本当の話ではないか」とコメントした。
共和党全国委員会委員長マイケル・スティールは報道官を通じて「スティール委員長は、これは不必要な妨害行為であり、大統領は米国市民であると確信している」との声明を発表した。
保守派のジョエル・ポラックは日刊紙アメリカン・シンカーの記事で、「バーサー説」が特に保守派の間で注目されている理由は、共和党内の反対派の弱さにあると述べている:
共和党内に強いリーダーシップを発揮する者がいない中、その解決策として、一部の党員たちが仮に絶望的だったとしてもバーサー論に説得力を見いだしている。とはいえそれは、ほぼ確実にデタラメであるばかりか、保守系運動の本質的精神とも矛盾しているため、結局のところ自滅策である
。
アトランティック誌とCBSニュースの政治アナリストマーク・アンビンダーは、この現象が当時共和党の直面していたジレンマの核心部になっていたと次のように述べた。
共和党の大統領候補者たちは、登場しては注目を集めるバーサー達の怒りをどうにか発散させる〔ママ〕方法を理解する必要がある。彼らがこの拡大する運動を追いやる場合、バーサー達はより過激な候補者を見つけるべく奔走するようになり、それは共和党の政治的連帯をバラバラにしてしまうだろう。
政治アナリストのアンドリュー・サリバンは、サンデー・タイムズ紙に次のように書いている。
人口統計学からは基本的なことが分かる。黒人男性が大統領である、そのことを2009年になっても南部白人の大多数が受け入れられないでいる。彼らは、オバマや彼が象徴するアメリカが終わって欲しくて陰謀論に縋り付いている。こうした南部白人が共和党員を自称する米国人の22%を占め、その割合は増加傾向にある。そのため共和党はこの奇抜な考えを否定することも無視することもできずにいる。馬鹿らしい非主流論(fringe)が共和党の中核に残っているものだと言えよう。
2009年7月27日、下院はハワイ州の50周年記念決議を可決した。この決議にはハワイをオバマ大統領の生まれた州と認める文言が入っており、378-0の投票で可決された。

### 世論調査
2008年10月、カリフォルニア州の新聞オレンジ・カウンティー・レジスターによる政治世論調査では、調査に応じた共和党員のうち3分の1がオバマは合衆国外で生まれたと信じていると回答したという。
当時オバマの市民権問題が広く報道されていたこともあり、2008年11月にオハイオ州立大学が行った調査では60%が「この問題を聞いたことがある」と回答したが、「オバマが合衆国市民でないとする主張を信じている」との回答は10%にとどまった。
2009年7月にデイリー・コスの委託でリサーチ2000 (Research 2000) 社が行った世論調査によると、77%のアメリカ人がオバマがアメリカで生まれたと信じており、信じていない人は11%、よくわからないと回答した人は12%であった。しかし、共和党員や米南部住民の中でオバマが米国で生まれたことを疑っている人々の割合は、他の政治的・人口統計学的グループのそれよりもはるかに高かった。オバマが「米国生まれではない（28%）」あるいは「分からない（30%）」とする回答は合わせて58%で、合衆国生まれとする割合は42%であった。一方で、民主党や無党派層では合衆国生まれと信じている人々の割合はそれぞれ93%、83%と圧倒的に高い。
オバマを米国外生まれとする考えへの支持は南部でもっとも強く、アメリカの北東部・中西部・西部では平均90%がオバマは国内生まれと信じているが南部では47%であった。
南部では人種間格差も顕著である。
ニュースメディアポリティコの議会記者グレン・スラシュ（Glenn Thrush）は、リサーチ2000社の世論調査について、「ロイ・ブラントら共和党員がなぜ過激派のバーサーたちと足並みをそろえているか、理由が分かる」とコメントしている。米政治科学者ブレンダン・ナイアンはナショナル・ジャーナルのポールスター・ドットコムのブログで、この世論調査は「保守的な評論家や共和党の政治家が出生証明書神話を奨励したことにより、この問題に関してGOP（米共和党）の基盤を活性化し始めたことを示唆している」との見解を示した。
2009年8月に実施された公共政策世論調査 (Public Policy Polling) では、バージニア州の共和党員の32%がオバマが米国で生まれたと考えており、41%は外国生まれ、27%は分からないと回答していたことが判明した。
ユタ州では、2009年8月にデザレット・ニュースとKSL-TVが行った世論調査では、ユタ州民の67％がオバマが米国で生まれたという証拠を受け入れていることがわかった。オバマがアメリカ生まれであることを信じていない、あるいは分からないとする人々は主に中年で低所得、大卒でない共和党員だということも調査で判明した。
ピュー・リサーチ・センターの世論調査によると、2009年8月までに80%のアメリカ人がオバマの市民権問題について聞いたことがあることが分かった。報道に対する見方には党派間で大きな隔たりがあり、この世論調査では民主党員の58%が「疑惑はマスコミであまりにも注目され過ぎている」と答えたが、共和党員は逆に「疑惑があまりにも注目されていない」との傾向が強く（共和党員）全体の39%がこうした見解を表明したのに対し、「注目され過ぎだ」と答えたのは26%にとどまった
。
2010年3月に2320人の成人を対象に実施された調査会社ザ・ハリス・ポール社のオンライン調査では、回答者の25％がオバマは「米国で生まれていないので大統領になる資格がないと思う」と答えている。
2010年7月にCNNが成人アメリカ人を対象として行った世論調査では、16％がオバマが米国で生まれたことに疑問を持っていると答え、さらに11％がオバマは米国生まれではないと確信していると答えている。
2011年4月にオバマ大統領が証明書謄本を公開した後、疑惑の割合は急落した。 同年5月に実施された成人1018人によるギャラップ社の電話世論調査では、回答者の5%がオバマが「間違いなく他の国で生まれた」と考えており、8%が「おそらく他の国で生まれた」と考えているのに対し、47%は彼が「間違いなく」、18%が「恐らく」米国で生まれたと考えていた。政党別に分類すると、同世論調査で（どれも自称だが）共和党員の23%、無党派層の14%、民主党員の5%が、間違いなく又は恐らくオバマは他国で生まれたと考えていることが判明した。
ドナルド・トランプが大統領に選出される4ヶ月前の2016年7月、NBC世論調査によると、共和党支持者の41%はオバマが米国で生まれたことに同意しておらず、31%はどちらともいえないと答えた。2015年の調査では、とりわけバーサー論の見解を抱く人達について、彼らは主に保守系/共和党であり、黒人に反感を抱いていることが判明した。2019 年の調査では「米国の白人間にあるバーサー信仰は人種的憎悪と一意に関連している」ことが判明した。

### 共和党のジレンマ
共和党の一部有権者および同党ティーパーティー運動支持者の一部が、オバマには公職に就く資格がないと信じていたため（#世論調査の項参照）、共和党は支持を失うか信用を失うかというジレンマに度々陥った。彼らは「オバマの正当性を明示的に問うことなく、陰謀論に傾倒している支持者のご機嫌取りをする微妙なラインを進む」必要に迫られたという。ただし、元ミネソタ州知事ティム・ポーレンティと元ペンシルベニア州上院議員リック・サントラムを含む他の共和党議員は、これらの主張を明白に否定した。
このジレンマ状況の例が、当時のジョー・バイデン副大統領によって空席になった上院議席のため2010年に立候補したデラウェア州代表のマイク・キャッスルだった。住民との対話集会で、キャッスルはオバマが米国市民であると主張したため構成党員から罵声を浴びせられてしまった。下院で主要な共和党穏健派の一人である彼は、後の共和党予備選挙でティー・パーティー側の支援を受けたクリスティーン・オドネルに敗れてしまった（そのオドネルも後の総選挙で民主党候補クリス・クーンズに敗れた）。

## 論説と批評

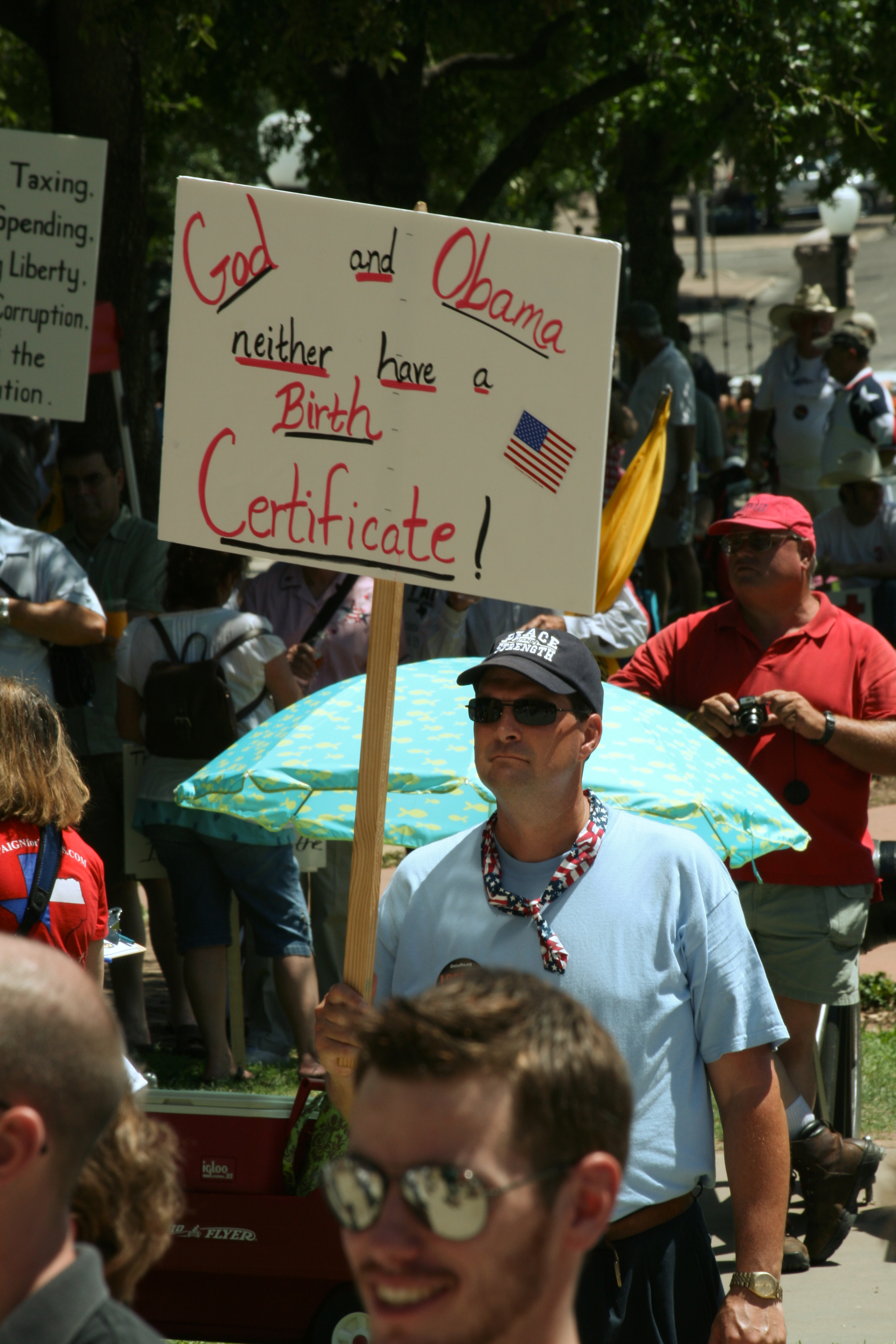
オースティン (テキサス州)でのティーパーティー運動で看板を掲げている男性（2009年7月4日）

オバマの適格性を疑問視する主張の支持者達は、9/11陰謀論者の俗称「トゥルーサー」になぞらえて、「バーサー」との異名が付いている。『ネイション』誌のレスリー・サヴァンは、月面着陸否認、ホロコースト否認、地球温暖化を否認する人々、税金を払う必要があると信じないティーパーティ運動家、地球が6000年前にできたと信じるYEC創造論などの団体と、今回のいわゆる「バーサー」を比較した。MSNBC政治評論家のレイチェル・マドーは「バーサー」を次のように定義した。
バラク・オバマが大統領であることに付随する本当の問題とは、彼が米国で生まれたなどありえないと確信している合衆国陰謀論者の新たな人達のことである。「オバマは大統領になる資格がない」「出生証明書は偽物」「オバマは外国人」このことがひとたび露見すればホワイトハウスは大騒ぎになる、と邪推している人達である[以下略]
多くの保守系論説家が、バーサー論支持者と保守系運動における広範な影響を批判している。トークショーの司会者マイケル・メドヴェドも批判的で、他の保守を「病的で問題だらけで文明集団にそぐわない」一派に見せてしまうためバーサー論者達を「保守運動の最悪の敵」と呼んでいる。保守系コラム作家アン・コールターは彼らを「まさしく少数派の変人」と呼んでいる。2008年大統領選挙期間中、保守主義の学識者スティーブ・サイラーも同様に、オバマがケニアで生まれたという理論は特に信じがたいと考え、バーサー達の主張を次のように退けた。
1961年に彼女（アン・ダナム）がケニアに行くには何回別の飛行便を乗り継ぐ必要があったのか、貴方はご存知ですか？ ホノルルからカリフォルニア、カリフォルニアから東海岸、東海岸（ガンダー湾で給油）からロンドン、ロンドンからカイロ、カイロからナイロビですよ。どれほどの費用がかかったのでしょうね？ しかもそのあと、ホノルルにある近代的なアメリカの病院ではなく、アフリカで自分の赤ちゃんを抱えて立ち尽くすことになってしまうのですよ。このほか世界中を逆向きに巡ることも可能ですが、いずれの方法でも距離は変わりません。
ホノルル・スター・ブレティン紙の社説は、オバマの大統領適格性に関する主張を「オバマの両親、州当局、マスコミ、シークレットサービス、シンクタンク、そしてまだ名を知られていない多くの人が、オバマが誕生してからずっと、彼が47年後に大統領を目指すことができるよう共謀して虚偽の記録を構築してきたとする気の遠くなるような陰謀論だ」として退けた。事実検証サイトのポリティファクトは、出生証明書発行に関する一連の問題を次のように結論付けた。
候補者の名前がバラク・フセイン・オバマであるというポリティファクトの結論を反証するものや、彼が公開した出生証明書が本物ではないという主張を裏付ける証拠は一つも存在しない。そして、どれだけ多くの人達が疑惑の手掛かりに固執しても、インターネットを使って生来の不信感を煽っても、上述の事は紛れもなく真実である。
2008年11月、社会評論家のカミール・パーリアはこの話題の「馬鹿げたことを長々と話す、狂信的な行き過ぎ」を批判したが、オバマの対応についても疑問を呈し「オバマはこの件で最新かつスタンプが押された証明書謄本を発行するようハワイ州に公式に要請し、著名な記者を幾人か招いて、その文書を調査および撮影することで、この問題全てを数ヶ月前に終わらせることができた」と述べた（その後の運動でファクトチェックでは証明書の抄本が閲覧可能となった）。 
2008年12月に『サロン』誌のアレックス・コッペルマンは、オバマが完全な証明書の原本コピーを公開すべきでその噂や疑念が消えただろう、という一般的なパーリアの主張に妥当ではないと反論した。陰謀論の専門家から教わった事では、熱心に活動する陰謀論者は自分達の説を虚偽立証するより多くのデータを提示された場合、新しい証拠を受け入れることを拒絶してしまう。「無視できないものはどれも、（陰謀の）物語に合わせて捻じ曲げてしまう。正しさによる、論争を終結できる筈の新たな開示はどんなものでも、新たな疑念を生じさせるだけで、新たな陰謀だと認定するに過ぎない」と彼は書いており、オバマの抄本公開は「陰謀という怪物の熱気に火を注いだ」だけなので、証明書謄本の公開でも「ほぼ確実に」噂の堂々巡りを続けるだろう、とコッペルマンは予見していた。
オバマの祖父母が、孫がいつの日か大統領になれるよう新聞に誕生欄を仕込んだのだとする考えに対し、ファクトチェックは「その道を行くことを選ぶ人は、まず高品質のティンホイル・ハットを装着すべきだ」と提案した。同サイト主幹事のブルックス・ジャクソンは「それはバラク・オバマを好まない人々の間にある被害妄想の苦悩を反映したもの」で彼らは選挙結果を取り消したいと考えている、と述べた。
陰謀論の拡散を研究する報道記者チップ・ベレットは「一部の人達にとって、自分の応援する側が選挙で負けたとき、『これは腹黒い、邪悪なやつらが、何らかの不正を行った』が、彼らを納得させてくれて我慢できる唯一の説明なのです」と述べた。
政治作家のダナ・ミルバンクはワシントン・ポスト紙への執筆で、ボブ・シュルツ（2008年にオバマの市民権に公的に異議を唱えたNPO団体 (We the People Foundation) の会長）のオバマ市民権理論を「ティンホイル・ハット旅団に由来するお伽話」と表現した。コロラド州選挙人のカミラ・オーガーは選挙人団へのロビー活動に対して「この国に憂鬱で不条理な主張をする頭のおかしな人がこれほど多くいることが心配になりました」と述べた
一部の解説者は、人種差別がオバマ市民権陰謀論の推進を動機づける要因だと断言している
。
ヘイト団体や過激主義を監視する団体南部貧困法律センター代表のJ・リチャード・コーエン（J. Richard Cohen）は、2009年7月に支持者に向けて電子メールを送り「この陰謀論は反ユダヤ主義によるでっち上げで、黒人男性が大統領に選ばれたという事実を受け入れられない人種差別の過激派によって流布されたもの」だと宣言した。
オバマがどうやって2つのアイビー・リーグ機関に入会を果たしたのかというドナルド・トランプの疑念ならびに「私は黒人と素晴らしい関係を持っている」という彼のコメントは、特にデビッド・レムニック、デイヴィッド・レターマン、ビル・マーなどからトランプの人種差別を非難させるに至り、オバマに関する人種への注目を高めた。2011年4月、ティーパーティー活動家で地元オレンジ郡 (カリフォルニア州)の共和党執行委員会の委員マリリン・ダベンポートは、写っている2匹の仔チンパンジーをバラク・オバマと見なして「出生証明書が無い理由が今分かった」との書き込みをそこに加えた、人種差別と広く見なされる写真を電子メールで拡散させて、全米規模の物議を巻き起こした。同月後半にオバマの証明書謄本が公開された後、ニューヨークタイムズ紙は「オバマを狡猾な『他者』だと描写するこの活動が、白人大統領に対して実行されるだろうとは考えられない」と社説で述べた。

## 選挙資格の訴訟
数多くの個人やグループが、オバマにはアメリカ合衆国大統領へ立候補あるいは就任する資格がないことの確認を求めたり、市民権に関連する追加書類の開示を強制することを求めて州または連邦政府を相手取り訴訟を起こした。
2008年12月中旬までに、ノースカロライナ州、オハイオ州、ペンシルベニア州、ハワイ州、コネチカット州、ニュージャージー州、テキサス州およびワシントン州などの州で、オバマ適格性に異議を唱える訴訟が少なくとも17件提起されたが、いずれの訴訟においても裁判所は原告の請求を棄却している。
このような市民訴訟 (citizen suit) における大きな障害は、大統領候補者または大統領選挙人であったアラン・キーズを除いて、原告が当事者適格を欠いていることにある。
ペンシルベニア州東部地区連邦地方裁判所のR・バークレー・サリック (Richard Barclay Surrick) 判事は、ある訴訟を棄却した際に当事者適格の重要性について次のように説明した。判事は、当事者適格性を要件とする主な目的の一つは、裁判所が「損害があまりにも曖昧な」問題には判断を下さないようにすることであると指摘している。
これは、個人的な損害を受けていないが選挙結果に不満を持つ有権者が「人々が記憶している中でもっとも過酷な予備選挙において過剰ともいえる身元調査を受け、何千何百万人もの人々が投票した候補者を無効にすることで、民主主義のプロセスを脱線させようとしている」大統領選挙の場合、特に当てはまるものである。
ジョセフ・ファラーは、ワールド・ネット・デイリーの出版物を通じて、オバマは「すべての疑問の答えとなる州の出生証明書の公表を阻止するために数十万ドルと推定される額を支出することを決めた」と述べた。
ファラーのワールド・ネット・デイリーは、オバマが大統領選でパーキンス・クイ法律事務所に支払った額に基づき、主張する支出額を170万ドルに引き上げた。しかし、マザー・ジョーンズ誌が指摘しているようにオバマ陣営が弁護士を雇ったのは大統領選後の業務縮小と選挙資金規制法の要件を満たすため必要にかられてであり、訴訟でオバマ大統領を代理する弁護士のうち少なくとも1人は
無給（プロボノ）で働いていると述べている。またマザー・ジョーンズ誌がインタビューした他の弁護士は、「バーサー」訴訟は簡単に勝てるので、金銭的には「極めて最小限」のコストで解決できたと述べている。

### バーグ対オバマ
2008年8月21日、ペンシルベニア州弁護士、民主党員で、元州検事総長代理のフィリップ・J・バーグは、オバマはハワイではなくケニア生まれであるため、ケニア市民あるいは幼少期に住んでいたインドネシアの市民であるとして提訴し、オバマのウェブサイトで公開されている「出生証明書（Certification of Live Birth）」は偽造されたものであると主張した。2008年10月、連邦地方裁判所R・バークレー・サリック判事は、バーグには訴訟を提起する資格がなく、主張のために資格を得ようとする試みは「軽薄かつ議論に値しない」として訴状を却下した。
バーグは第3巡回区控訴裁判所を通して合衆国最高裁判所に裁量上訴令状（移送令状）を求める請願書（Petition for writ of certiorari）を提出した。2008年12月10日、最高裁は12月15日に予定されていた選挙人団による大統領を決める投票の差し止め請求を却下した。2008年12月15日にバーグ陣営は差し止め請求を再提出したが、2日後、最高裁判事アンソニー・ケネディはコメントもなく訴えを退けた。バーグは前回却下された裁量上訴令状請求を2008年12月18日にアントニン・スカリア判事宛に再度提出し、最高裁は1月12日これを却下した。スカリア判事に宛てられ、裁判所に付託された停止申し立ても2009年1月21日に略式で却下された。
2009年11月12日、第3巡回区控訴裁判所はバーグには訴えを起こす資格がないとする連邦地裁の判決への支持を表明した。

### マーティン対ハワイ州知事リングル
2008年10月17日、アンディ・マーティンがハワイ州巡回裁判所に訴訟を起こした。このアンディ・マーティンは、かつて第11巡回区控訴裁判所から「長年アメリカの司法制度を乱悪用してきた悪名高く執念深い訴権乱用の訴訟家」で、訴訟を「彼の敵に対する残酷で効果的な武器として」使用していると断言された人物であった。
マーティンは訴状で州政府に対し、オバマ上院議員の出生証明書全文（long form）の写しを公開するよう求めた。ネット上でオバマ陣営が公開した出生証明書の抄本（short form）には出生地はハワイ、ホノルルであることが記載されているが、マーティンは「事実に基づいて正確さを追求し徹底的な調査を行う」ため、「ウェブサイト上に掲載された」証明書ではなく、州からオバマの出生証明書の写しを入手する必要があると主張した。ハワイの法律では、記録の関係者、または配偶者、両親、子孫、または共通の祖先を持つ人、またはその代理を務める人だけが、生体記録の写しを取得することができるとされている。
裁判所は、マーティンは「当該記録に関する直接かつ具体的な利益」を欠いているとして訴えを却下し、他人の出生に関する文書を取得する法的地位も欠いていることを指摘した。

### ドノフリオ対ウェルズ
2008年10月、ニュージャージー州の弁護士レオ・ドノフリオ（Leo Donofrio）が、オバマと共和党大統領候補ジョン・マケインおよび社会主義労働者党大統領候補ロジャー・カレーロの大統領適格性を問う訴訟を起こした（相手方はニュージャージー州総務長官ニナ・ミッチェル・ウェルズ）。ドナフリオは、オバマはアメリカとイギリスの二重国籍であり、マケインはパナマ運河地帯生まれ、カレーロはニカラグア国籍を未だ保持しており、3名とも大統領には不適格だと主張した。
なおドナフリオは他の者とは違いオバマはハワイの外で生まれたとは主張していない。またオバマがアメリカ国籍を保持していることも争ってはおらず、「出生による合衆国市民」かどうかを問うたのみである。
本件はクラレンス・トーマス判事によって最高裁に付託されたが、訴状が届いた2008年12月8日、最高裁はコメントすることもなく審理を拒否した。

### ロトノウスキ対バイサウィッツ
2008年10月31日、コネチカット州グリニッジ在住の健康食品店オーナー、コート・ロトノウスキが、コネチカット州州務長官スーザン・バイサウィッツを相手取りコネチカット州最高裁判所に大統領候補オバマのハワイの出生証明書の真偽を問う裁判を起こした。訴えは却下された。
ロトノウスキは11月25日、連邦最高裁に上訴し、オバマの父親が英国市民権を持つことから次期大統領は大統領に就任する資格がないと訴えた。先に訴訟が却下されていたレオ・ドノフリオもロトノウスキを支援した。
大統領就任差し止め請求は2008年12月15日に裁判所からのコメントなしで却下された。
裁判経験が豊富で最高裁判決に詳しい弁護士のトーマス・ゴールドスタインは次のように述べている。「もしここ（アメリカ合衆国）で生まれたなら、出生による合衆国市民（natural born citizen）であるというのが法の考え方です。そしてオバマの母親もそうですが合衆国市民が親であるなら、なおさらそうでしょう。」

### キーズ対ボーエン
保守活動家アラン・キーズとアメリカ独立党書記長マーカム・ロビンソン（Markham Robinson）およびカリフォルニア州選挙人候補者は、2008年11月14日、オバマが出生による合衆国市民 (natural born citizen) であることを示した文書の提出を求める訴訟を起こした。
キーズはインタビューで、本件は憲法に定められた要件の修正を求めたものではないと述べ、オバマの父方の義理の祖母は「バラク・オバマが出生による合衆国市民で大統領になる資格があるか疑いをもっている」と述べていると主張した。
カリフォルニア州最高裁判所判事マイケル・P・ケニー（Michael P. Kenny）は、キーズの職務執行令状（writ of mandate）請願に対する州務長官デブラ・ボーエンとオバマによる異議申し立てを、訴状の修正許可を出さずに認め、さらにオバマの召喚令状を無効にする申し立ても認めた。またキーズには当該記録を受け取る権利がないとの判断が示され、訴えは無効とされた。
カリフォルニア州控訴裁判所は2010年10月25日、カリフォルニア州最高裁判決を支持する旨を表明した。

### アンケニー対インディアナ州知事
2008年12月、スティーブ・アンケニー（Steve Ankeny）とビル・クルース（Bill Kruse）は、インディアナ州知事に対してバラク・オバマとジョー・バイデンを Chief Electors〔ママ〕に任命するための一般投票を禁止する「特別禁止令状の申立（Petition for Extraordinary Writ of Prohibition）」を提出した。2009年3月16日の審理で、知事の棄却申し立てが認められた。原告はインディアナ州控訴裁判所に上訴し、控訴裁は2009年11月12日にこの判決を支持した。
控訴審判決は、オバマの父親が米国市民権を持っていないことがオバマの大統領資格に影響を与えたかという問題に対して「憲法第2条第1項第4項の文言とウォン・キム・アーク裁判で示されたガイダンスに基づき、我々は、米国国境内で生まれた人は、両親の市民権に関係なく、第2条第1項の目的のため『出生による合衆国市民』であると結論づける」と述べている。

### カーシュナー対オバマ
2009年1月、チャールズ・カーシュナー（Charles Kerchner）他原告の代理人弁護士マリオ・アプッツォ（Mario Apuzzo）は、オバマは大統領に不適格であり、議会はその確認を怠ったとして、オバマおよびアメリカ合衆国議会、ディック・チェイニー上院議長、ナンシー・ペロシ下院議長を提訴した。ニュージャージー州連邦地方裁判所は、原告は法律上の利益を有しないとして訴えを却下した。2010年7月3日、第3巡回区控訴裁判所は「バーグ対オバマ」を引用して却下判決を支持し、アプッツォに軽薄な訴訟を起こしたことに対する制裁を免れる理由があればそれを示すよう命じた。その後のアプッツォの審問要求は却下されたが、理由を示せとの命令は取り消された。2010年11月29日、米国最高裁はコメントなしで審理を拒否した。

### バーレット対オバマ
2009年1月20日の午後、弁護士（兼歯科医）オーリー・テイツはウィリー・ドレイクらを原告としてオバマを連邦裁判所に提訴した（「Alan Keyes et al v. Barack H. Obama et al」）。2009年7月13日、裁判長が再訴可能として訴えを棄却したところ、翌7月14日、テイツはアラン・キーズ、ウィリー・ドレイク、シンシア・デイヴィス、ゲイル・ライトフット（Gail Lightfoot）他、地方政治家や軍人らを原告として再訴した（Captain Pamela Barnett v. Barack Hussein Obama）。テイツは、オバマは大統領就任資格がないとする確認判決と大統領としての行動や指名を無効にする差止命令を求めた。
その後、原告のマーカム・ロビンソンとウィリー・ドレイクは、弁護士オーリー・テイツが弁護士代理人書類への署名を拒否し、代わりに2人の原告からの解任を申請したとしてテイツの解任を試みた。2009年9月8日、デイビット・O・カーター判事は、ロビンソンとドレイクを原告から解任する申請を棄却、United States Justice Foundationのゲーリー・クリープ（Gary Kreep）を代理弁護人とする申出を認め、アーサー・ナカザト（Arthur Nakazato）判事の解任を拒否し、2010年1月26日を公判期日とした。
2009年10月5日の審理でカーター判事は、被告の棄却申立を検討したが「まだ検討すべき事項がある」として判決を先送りした。2009年10月7日、カーター判事はこれまで暫定的に予定されていた略式判決申立と公判日程を確定する議事録命令を発表し、2009年10月29日に訴えを棄却した。2011年12月22日、第9巡回区控訴裁判所は原告には大統領就任資格を訴える当事者資格が無いとして、棄却判決を支持した。2012年6月11日、最高裁はコメントなしで審理を拒否した。
2012年8月14日、テイツは新たな証拠を挙げてカーター判事に本件を再審するよう申請したが、2012年8月31日、申立は却下された。

### ホリスター対ソエトロ
2009年3月5日、退役空軍大佐グレゴリー・S・ホリスター（Gregory S. Hollister）の代理人弁護士フィリップ・バーグが、バラク・オバマ（訴状ではオバマがインドネシア小学校時代に使用した名前「バリー・ソエトロ」を使用）を相手取り訴訟を起こした。コロンビア特別区連邦地方裁判所 (United States District Court for the District of Columbia) は訴えを却下し、裁判長ジェームズ・ロバートソンは、この訴訟は裁判所の時間の無駄であ、バーグともう一人の弁護士は「挑発者のエージェント」、地元の弁護士ジョン・ヘメンウェイ（John Hemenway）は「彼らの聖戦における歩兵」だとした。また「嫌がらせのような不適切な目的で」訴状を提出したことに対するペナルティとして、ヘメンウェイがオバマの弁護士費用を支払わなくてもよいとする理由がもしあれば示すようヘメンウェイに命じた。
地裁は最終的にヘメンウェイを叱責し、コロンビア特別区巡回区控訴裁判所は訴訟の却下とヘメンウェイへの叱責を支持した。

### クック対グッド
2009年2月1日、米陸軍予備役少佐ステファン・クック（Stefan F. Cook）は、オーリー・テイツにメールを送り、訴訟への参加を申し出た。5月8日、クックは2009年7月15日から1年間のアフガニスタン派遣志願を申請した。軍は志願を受けて派遣当日軍に出頭するようクックに命令した。だが7月8日、クックはテイツを弁護士とし、オバマは出生による合衆国市民ではなく米軍の最高指揮官としての資格に欠けるため派遣命令は無効であるとして、保全処分と良心的兵役拒否者の地位を求める訴えを起こした。軍は直ちに派遣命令を取り消した。広報官は「現役復帰を志願した予備役軍人に対する派遣命令は、出頭期日前であれば取り消されることもある」とコメントした。これにより、クックの訴訟は「ムート」であるとして7月16日棄却された。
ジョージア州中部地区連邦地方裁判所（en）に提起されたこの訴訟（「Stefan Frederick Cook v. Wanda L. Good」。Wand L. Goodは米陸軍人事部の大佐）において、クックは「この大統領の指揮下で米国外で軍事行動に従事するならば国際法に違反して行動することになる。...同時に、任務を忠実に遂行した場合は戦争犯罪人として起訴される可能性もある」と主張した。なおアフガニスタンへの派遣を志願する前の4月、テイツがオバマの米市民権問題を提起した手紙に書かれたリスト（テイツによれば原告のリスト）にはクックの名前も含まれていた。
クックがジョージア州で起こした訴訟には、他にも退役した陸軍少佐と予備役空軍中尉も原告団に加わった。クックへの派遣命令は取り消された後、政府広報官は「中央特殊作戦軍指揮官は、クック少佐には従軍を求めないことを決め、派遣命令を取り消した」と説明した。
アメリカ中央軍広報官は、派遣命令取り消しはクックの主張を認めたものだとする話は誤りだと一蹴し、「クック少佐あるいは彼の弁護人による奇怪な主張は決して認められない。これ（命令取り消し）が大統領の適任性に関する嫌疑を認めるものだとする考えはまさに誤っている」と述べた。
提訴後テイツは、クックは職場が「異常な状況（nutty and crazy）」になったため勤めていた民間軍事関連会社を解雇されたと訴えた。
2009年7月16日、クックの訴訟はFOXニュースのショーン・ハニティーの番組で大きく取り上げられた。
ハニティーは2番目のリポートで次のように述べている：
火曜日の放送で、オバマ大統領が米国市民であることを 証明していないという理由で派遣命令に異議を唱えた陸軍予備役の兵士、テファン・フレデリック・クック少佐についてお伝えしました。少佐は近日中にアフガニスタンに派遣される予定でしたが、その命令は取り消されました。彼の弁護士は「『命令は取り消しだ』とだけ言われました。何の説明もなく、理由もなく、ただ取り消されたました」と述べています。クック少佐と彼の弁護士はこれを軍側が大統領が生まれながらにして合法的な市民ではないことを認めたものだととらえ、結果を喜んで受け止めています。
ハニティーは「バーサー」運動を広めたことで批判を受けた。
ブログNews Hounds には次のような指摘もある:
FOXニュースの報道は、バラク・オバマは米国で生まれていないので違法な大統領であると主張し続ける、不合理で根拠のない陰謀論者「バーサー」たちに正当性を与えている。ショーン・ハニティーの、オバマは大統領になる資格がないという理由でアフガニスタンへの派兵に異議を唱えている兵士についての報道もそのひとつだ。ハニティーは、オバマの出生証明書が入手可能であることやバーサーの主張が徹底的に調べ上げられ完全に否定されていることをリポートの中で指摘していない。さらに昨夜（2009年7月15日）は、派遣命令の取り消しは少佐の主張が真実であることを示すものだと更に踏み込んだ報道をした。だがハニティーはこの兵士のペテンを示す重要な詳細については触れていない。グーグルで検索してみればすぐに見つかる、ジョージア・レジャー・インクワイアラー紙〔ママ〕の記事でもこの点は指摘されている。
クックは、5月8日にアフガニスタンでの任務を申請した。これはオバマが大統領に就任してからかなり後のことだ。そして約2ヶ月後の今になってオバマには大統領になる資格がないと主張している。そして「形式的」ともいえるこの「命令」を取り消すため、彼は行政手続きをとる代わりに連邦裁判所に訴えたのだ。—News Hounds, citing The Ledger-Enquirer
コロンバス・レジャー・インクワイアラー（en）紙でこの訴訟が報道されると、同紙は「書面による脅迫もあったが、1つの記事で過去最高のアクセス数」で、数百通の電子メールを受け取り50万人近くの新規読者を獲得したという。脅迫があったことから、クック訴訟が審理された裁判所周辺では警備が強化された、事件に関する新聞記者を保護するための予防措置がとられた。編集長のベン・ホールデンは次のように述べている。「彼らには正義感をもっているのを感じました - 宗教的とも言っていいような正義感を。彼らは今の大統領（オバマ）を憎んでいるんです」

### ローズ対マクドナルド
2009年9月、テイツは、米陸軍の軍医コニー・ローズ（Connie Rhodes）大尉の代理人として、ローズのイラク派遣を阻止するため派遣差止命令を求める訴訟を起こした（Rhodes v. MacDonald。相手方はフォート・べニング駐屯地指揮官トマス・マクドナルド）。テイツは、禁止命令の要求の中でオバマ大統領が違法に大統領を務めているためこの命令は違法であると主張した。9月16日、連邦判事クレイ・D・ランド（Clay D. Land 。クック対グッド事件の審理をした判事）はこの申し立てを却下し、軽薄なものであるとして非難した。
判決から数時間後、テイツはニュースサイト「トーキング・ポインツ・メモで、訴訟を審理することを拒否したランドの行為は反逆罪にあたる行為だと思うと述べた。2日後、テイツは棄却命令の再審理を待つ間はローズの派遣を停止するよう申し立てを行った。テイツはランドに対する反逆罪疑惑の主張を繰り返し、ランドがオバマによる「独裁政治」の野望を幇助していたなど、数々の節度を欠いた発言を行った。ランド判事は申し立てを軽薄なものとして却下し、テイツに対し司法手続きの乱用で1万ドルの罰金を科されない理由を提示するよう命じた。
数時間後、ローズの署名入りの手紙が提出された。その中には、テイツがローズの知らないうちに同意を得ずにこの申し立てを行ったこと、この事件の代理人弁護士としてテイツを解任するよう求めていること、そして（テイツの）非難されるべき非専門的な行為をカリフォルニア州弁護士会に告訴する予定である」と書かれていた。2009年9月26日、テイツは却下されたローズの訴訟は今や処罰の対象となる準刑事事件となったため「弁護士と依頼人の間の秘密情報」を法廷で漏らす可能性があることからローズの弁護人を辞退したいと裁判所に申し立てを行った。
2009年10月13日、クレイ・ランド判事は「弁護士オーリー・テイツは（中略）連邦民事訴訟規則第11条違反による非行に対する制裁（en）として、この命令の日から30日以内に、ジョージア州中部地区書記官事務所（Middle District of Georgia Clerk's Office）を通じて、アメリカ合衆国に2万ドルを支払え」と言い渡し、理由を次のように述べた。:
当裁判所は、訴訟代理人の行為は故意であり、単に過失があっただけではないものと判断した。それは訴訟代理人の側の不誠実さを示すものである。弁護士である訴訟代理人は、知識があり、規則に従い裁判所を尊重する義務を負っていた。訴訟代理人の行動パターンは、過失によって法律の規定に違反したものでていないことを決定的に証明している。訴訟代理人は故意に民事訴訟規則第11条に違反していた。裁判所の理由開示命令に対するその反応は、その傲慢さに息を呑むほどで、妄想の域にまで達しており、自らの不正行為について何の反省も後悔もしていない。それどころか、法廷に対する根拠のない攻撃を続けてもいる。
テイツは判決を受けて、ランド判事は「抑圧的な」オバマ政権の「体制に逆らうのを恐れ」ており、制裁は彼女を「脅迫」しようとするものだと反論、制裁を不服として上訴すると述べた。2010年3月15日、第11巡回区控訴裁判所（en）は制裁を認め、テイツに制裁金2万ドルの支払いを命じた。7月8日、テイツは最高裁に上訴したが、7月15日、クラレンス・トーマス判事は本件への介入を拒否した。7月20日、テイツは審理拒否判決に記載された署名が本当にトーマス判事の署名であるかを確認したいとして嘆願書を提出し、さらにサミュエル・アリート判事にも嘆願書を提出した。アリートが本件を全判事に付託したところ、8月16日、全判事が介入を拒否し、テイツに対する制裁判決を支持する判断を下したことが発表された。

### 「市民大陪審」による起訴の企て
ジョージア州の活動家カール・スウェンソン（Carl Swensson）が率いる一部の運動家は、オバマ大統領を起訴するために「市民大陪審 (citizen grand jury)」なるものを開いて「最終的にはオバマ大統領の出生証明書の背後に隠れた陰謀」を暴こうとした。
なお本来の「大陪審」は「何人も、大陪審による告発または正式起訴によるのでなければ、死刑を科しうる罪その他の破廉恥罪につき公訴を提起されることは無い。」という修正第五条の規定に基づいて開かれるものである。
活動家グループは「起訴状」のコピーを連邦議会職員に配ることはできたが、裁判所は「市民大陪審」を好意的に見ることはなかった。
2009年6月、172人の運動家からなる団体が、自らを「スーパーアメリカン大陪審 "Super American Grand Jury"」と宣言し、オバマを反逆罪で告発することを投票で決め、
オバマは米国市民ではないと非難した。
コロンビア特別区連邦地方裁判所のロイス・ランバース裁判長は、7月2日、「起訴状」を却下し次のように言い渡した。「訴訟規則上も、米国の法令上も、本法廷が（「起訴状」を）受理する権限はない。この「起訴状」なるものを作成した人々は、大陪審を務めるために本法廷に召集されたわけではなく、また、本地区から公正かつ無作為に選出されたわけでもない。こうしたグループによって発行された自称「起訴状」あるいは「告発状」は、いかなる場合でも合衆国の憲法および法律の下では効力を持たない

## 出生証明書に関する法案提出等の動き
オバマの国籍と大統領資格を問う論争に影響を受けて、多くの共和党が支配的な州や連邦議会で将来の大統領候補者に出生証明書のコピーの公開を義務付けることを目的とした法案が提出された。中にはオバマ大統領に対する出生証明書関連の訴訟を支援し、共同で原告となった議員もいた。なおハワイ州議会はこれとは反対の動きを見せ、出生証明書公開推進派がこの問題を追求することができる範囲を制限した。

### 州議会

#### 今後の適格性問題へ対応するための法案

##### オクラホマ
オクラホマ州議会議員マイク・リッツ (Mike Ritze) は2008年12月、オクラホマ州ではあらゆる公職の候補者は市民権証明を提示しなければならないとする法案を州議会に提出した。リッツは「オバマが出生証明書の本物のコピーを提示したとは思っていない」と発言し、
オクラホマ州選出の共和党上院議員トム・コバーンとジム・インホフにも接近して連邦議会でオバマの確認を求めるよう説得しようとしたが、これは失敗した。
オクラホマの日刊紙ノーマン・トランスクリプト紙は、リッツの提出した州議会法案第1329号は「主にインターネット上でパジャマを着たゲリラたちが攻撃した市民権問題を抱えるバラク・オバマ大統領に対する、あからさまな嫌がらせ行為」だと報じた。
法案は23-20票の支持を得たが、通過ラインの25票には届かなかった。

##### テネシー
テネシー州議会の共和党議員、ステイシー・キャンプフィールド（en）、グレン・カサダ（en）、フランク・S・ナイスリー（en）、エリック・H・スワフォード（en）の4人は、2009年2月に、オバマの出生証明書公開と市民権の証明を求める訴訟に参加すると発表した。テネシー州議会共和党委員長のカサダは、オバマは資格を証明するさらなる証拠を持っていると信じており、それを公開してほしいと述べた。「そう、人々はこう言うかもしれません『あなたは陰謀論を追いかけているだけ』。でもオバマに求められているのはただやる（証明書を公開する）というシンプルな行為です。我々はもうやりました。前に進むだけです。大衆紙ナッシュビル・シーン（en）は、スワフォードを「奇抜な法的措置」に参加していると述べ、テネシー州議会の民主党議員ラリー・ミラー（Larry Miller）の次の発言を引用した。「こうやって、継続的にこういう間抜けな声明を出す人の精神構造ってどうなってるんだろうね。見てて恥ずかしいよ。」カリフォルニア州の弁護士オーリー・テイツはNPO団体「デフェンド・アワ・フリーダム・ファウンデーション（Defend Our Freedoms Foundation）」を代表して訴訟を起こす予定だと述べた。

##### ミズーリ
ミズーリ州議会の共和党議員15名が2009年3月、州議会にミズーリ州憲法の改正案を提出した。内容は「アメリカ合衆国憲法で出生による合衆国市民であることが求められる公職候補者は、適格性を証明するためミズーリ州州務長官に
出生証明書（birth certificate）を提出すること」「この場合誕生証明書（certificate of live birth）は受け付けない」「提出を怠った場合、当該候補者は不適格とみなす」というものである。なお該当する公職は大統領と副大統領で、この2つの役職のみ米国憲法において市民権資格を問われる。このミズーリ州憲法改正案は「有権者の権利章典」の一部であり、「汚職、不正行為、専制政治からの防衛策として」機能することになるとされたが、政治コメンテーターらは「バラク・オバマ大統領の大統領就任資格を疑う過激派運動の主張を助長することを目的としたもの」と解釈した。この法案（House Joint Resolution No. 34）は結局取り下げられた。
ミズーリ州の共和党政治家で、市民権問題に関する主張や訴訟を支持し続けている政治家は少なくない。シンシア・L・デイビス（ en）、ティモシー・W・ジョーンズen、ケイシー・ガーンジー（en）ら3人の州議会議員は、ミズーリ州で起こされたオバマの市民権に異議を唱える訴訟に原告として参加することを約束している。
エドガー・G・H・エメリー（en）州議会議員は、2009年7月、記者団に対し「オバマの市民権に疑問を持ってており、…いわゆる正規の出生証明書がないという彼の主張は憲法を無視したものだ」と語った。

##### アリゾナ
2010年4月19日、アリゾナ州議会下院で、大統領候補者に「大統領になるための憲法上の要件を満たしていることを証明する書類の提出」を義務付ける条項が採択された。もし法案が制定されれば、大統領候補が提出した書類が要件を証明するのに十分ではないと信じる「合理的な理由」がある場合、アリゾナ州州務長官に候補者の名前を州の投票用紙に記載しない権限が与えられることになる。法案はアリゾナ州議会下院での投票で31対29で可決され、うち賛成票を投じたのは共和党員のみで、一部の共和党員は民主党員と一緒に反対票を投じた。法案はその後アリゾナ州議会上院での審議に移ったが、上院では、法案通過の期限である2010年4月の会期終了までに投票が行われなかった。
この法案に対し、地元の日刊紙アリゾナ・リパブリックは「頭のおかしいバーサー法案」で、アリゾナが「どんなに常軌を逸した法案でも気まぐれに法制化することができる場所」に見えてしまうと述べている。法案支持者である共和党のセシル・アッシュ（Cecil Ash）アリゾナ州下院議員は、CNNの報道番組アンダーソン・クーパー360°に出演してこの法案について議論した。このときアッシュは、オバマ大統領がアメリカ市民であると信じているとしつつも、この問題については「多くの論争が起きている」とも指摘した。そこで司会のクーパーは、出生証明書疑惑を信じている人たちを月がチーズでできていると信じている人たちに例え、アッシュに「月がチーズでできていないことは調査しなくてもご存じでしたよね？ 」と尋ねた所、アッシュは「それはそうだ」と肯定する返事をした。

##### テキサス
2010年11月16日、テキサス州議会下院議員レオ・バーマン（en）は、テキサス州で立候補する大統領または副大統領候補者は、テキサス州務長官に「出生による合衆国市民であることを示す出生証明書の原本（original）」を提出することを義務付ける法案を提出した。バーマンはこの法案について説明する中で、「ケニアで生まれたのか、どこか他の場所で生まれたのか、アメリカ国民が分からない大統領がいるので、この法案は必要だ」と述べた。仮に法制化された場合、法案は2011年9月1日に施行され、2012年の大統領選挙に向けたテキサス州での予備選開始の約6ヶ月前に施行されることになる。
バーマンは、法案に「原本（original）」という言葉を挿入することで、その言葉を含まない他の法案は「欠陥がある」という陰謀論者の懸念に応えた。バーマンの法案は、2008年6月以降オバマが証拠として使用してきた出生証明書コピーの使用を具体的に禁止するものである。ただし証明書のコピーは一般的に出生の証拠として政府機関によって受け入れられているため、このような法案の適法性は不明である。

#### 州職員の負担を減らす法案
2010年5月12日、ハワイ州のリンダ・リングル知事は、州への情報公開請求が事前の請求内容と「重複しているか、実質的に類似している」と判断された場合には、その請求を無視することを認める法案に署名した。

### 連邦下院
2009年1月8日の合同会議で選挙人票が集計されて大統領当選者が認証されることから、選挙人投票の結果を拒絶してオバマの大統領選出を阻止するよう連邦議会の議員に働きかけた活動家もいる。共和党の下院議員、ジョン・リンダ―とロン・ポールに対しては、他の下院議員よりもオバマ認証に異議を唱える可能性が高そうだとして活動家らによって激しいロビー活動が行われた。だがロビー活動は失敗に終わり、オバマを当選者とする選挙人投票結果は全会一致で可決されている。
2009年3月、フロリダ州第15選挙区選出の共和党新人下院議員ビル・ポージーは、下院に法案「H.R.1503」を提出した。この法案は、1971年の連邦選挙運動法 (Federal Election Campaign Act) を改正し、大統領選の候補者に対し「（候補者の政治団体である）選挙運動委員会の設立届出書に候補者の出生証明書コピーを添付すること」およびその関係書類を提出することを義務付けるものである。この法案は当初、共同提案者がおらず、共和党指導部に連絡のないまま議会に提出された。
ポージーの地元フロリダの日刊紙「フロリダ・トゥディ」は法案について「2008年の大統領選中に、オバマ大統領がハワイで生まれたかどうかを疑問視した非主流の反対派に由来するものだ」とコメントしたが、ポージーの事務所は「オバマの市民権を疑問視するものではない」と付け加えている。
ポージーは法案の趣旨について「問題がテーブルの上に乗らないよう、出生証明書を事前に」要求し「将来こうしたこと（論争）が起こるのを防ぐため」と説明している。一方、フロリダの民主党は法案を「共和党の過激派たちの噂話を煽るもの」で「右派に迎合するものだ」と強く非難した。
風刺家・コメディアンのスティーヴン・コルベアは、ポージー自身も「ポージーは半分ワニの血を引くワニ男だ」という噂話を無視しているとからかった。ポージーはこれに対し「私がワニの私生児の孫だということを言う必要はない」とコメントし、さらに「オバマが合衆国市民であることを疑う理由もない」と語った。
批判があったにもかかわらず、ポージーの法案は12人の共和党共同提案者の賛同を得た。支持した議員はジョン・カーター、ケニー・マーチャント、ルイ・ゴーマート、ジョン・カルバーソン、ランディ・ノイゲバウアー、マイク・コナウェイ、テッド・ポー（ここまでテキサス州選出）、ジョン・キャンベル（カリフォルニア州）、ボブ・グッドラット（バージニア州）、ダン・バートン（インディアナ州）、マーシャ・ブラックバーン（テネシー州）、トレント・フランクス（アリゾナ州）である。
共和党上院議員トム・コバーン（オクラホマ州）も、仮に法案が上院で審議されることになれば「賛成すると思う」としながらも、オバマは「憲法の求める大統領の要件を満たしている」「連邦政府の役職につくのに適格かどうかの判断は各州の責任の下に行われる」と述べた。
7月27日、米下院はハワイ州制50周年記念決議案を可決した。この決議案は、ハワイをオバマ大統領の出生州と認める文言を含むもので、378対0で可決され、
ポージー法案の共同提出者のうち数名、名前をあげるとキャンベル、カーター、マーチャントは投票を棄権した。

## 公式な応答
オバマ大統領はハワイで生まれではないとする人々の間で共通しているのは、オバマ大統領が出生証明書の完全版（ロング・フォーム、long form）を公開すればすべての疑念は解決するだろうと主張していることだ。しかし政治評論家・コメンテーターらは、もしそれをしたらオバマ大統領にとって不利になるだろうと指摘している。第一に、なぜ文書を公開するのにこれほど時間がかかったのかという憶測を助長すること。第二に、政敵の要求に屈することは彼らに勝利を与えたこととなり、そうしたグループを奮起させる可能性があること。最後に、出生証明書とは関係のない他の個人的記録までも要求される可能性の扉を開くことになりえるためである。こうした懸念にもかかわらず、オバマもオバマの報道官も、最終的にはこの問題に関する記者の質問に答えた。 

### 報道官の応答
2009年5月27日の記者会見の最後、WorldNetDailyのリポーター、レスター・キンソルヴィングがオバマの出生証明書について報道官に質問した。ホワイトハウスのロバート・ギブズ報道官は「インターネット上で閲覧可能です」と答えたが、キンソルヴィングは「いやいやいや、病院名と医師名が記載されているロング・フォームのことです」と更に質問した。ギブスは次のように答えた:
レスター、今されたような質問には色々な意味で驚き続けています。ハワイ州は、大統領のハワイ生誕についてハワイ州の印章付きのコピーを公開しました。ハワイ州が大統領の出生を証明したこととその出生証明書の存在とを疑い続ける人々が、、少なくとも40万人くらい？（笑）いることは知っていますが、その証書はネット上で閲覧可能です。なぜなら、私たちはその40万人の一人一人がダウンロードできるようにインターネット上にそれを置いたからです
2009年7月27日の記者会見で、ラジオトークショーの司会者ビル・プレスが、この問題を解決するために何か言えることはないかと質問したところ、ギブズは「ない。本当に何もない。」と述べ、なぜなら、オバマが既に証拠を提示しているにもかかわらず「つくり物の、でっち上げのナンセンス」の方を追いかける人々の「心を満たす方法は何もない」からだと述べた
。
2009年8月6日、ギブズは「ハリウッドではこんな脚本は売れないだろう」としながら問題の論点をまとめ、「完全にどうかしているよ」とコメントした:
ある妊婦が、海外で子供を産むために家を出た。パスポートは持っていない …つまり共謀者がいる。… そして、そのどこの国の出生名簿にも存在していなかった子供を密輸してアメリカに連れ戻り、驚くべき先見の明を持ってハワイの新聞の出生欄にその名前をのせた。
こうしたことが密かに国境で行われていたのだ。全ては、そのバラク・オバマという名の子供が46年と半年後にアメリカ大統領選に立候補できるようにするために。

### バラク・オバマの対応
2010年8月29日、バラク・オバマはNBCのアンカーマンブライアン・ウィリアムズとのインタビューで、この問題を直接取り上げた。ウィリアムズは、アメリカ人の5分の1はオバマをアメリカ生まれでもキリスト教徒だとも思っていないと答えていることをどう思うか、オバマに質問した。オバマは「新しいメディアの時代には、誤った情報のネットワークが、常に量産され続ける。そういったメカニズム（mechanism）が存在する。」と答えた。そして「自分の時間のすべてを、頭に出生証明書を貼り付けたまま過ごすことはできない」と述べた。
オバマは、自身の出生証明書や国籍にまつわる陰謀論をジョークのネタにすることもあった。2010年のホワイトハウス記者協会主催の夕食会でオバマは、人生において、愛よりも見つけるのが難しく守るべき大切なものはほとんどないと述べた後、「そう、愛と、出生証明書だ」と付け加えた。
2011年のグリディロン・ディナーでは、ブルース・スプリングスティーンの『ボーン・イン・ザ・U.S.A.』にふれ「何回も（アメリカで）生まれるものもある（Some things just bear repeating）」とコメントした。
アイルランドの聖人、聖パトリックの祝日である2011年3月17日、オバマは「先祖といえば、私自身の先祖についていくつかの論争が起きています。私が大統領になって2年が経ちましたが、私の出自についての噂話を売り歩くのに夢中になっている人が未だにいます。そこで今日はそんな噂を一掃したいと思います。私のひいひいひいおじいさんは実はアイルランド出身です。これは本当の話。正確にはモニーゴールという村です。ああ、これを指摘し続けなければならないなんて信じられない」。2012年1月17日、女優ベティ・ホワイトの90歳の誕生日を祝うテレビの記念番組にオバマは録画出演し、ホワイトに手紙を書いて、彼女の外見とバイタリテイからは彼女が90歳だとは信じられない、というより「信じない」ので出生証明書の閲覧を要求したいと冗談をいった。
2011年4月のジョージ・ステファノプロスとのインタビューで、オバマは次のように述べている。「この2年半の間に、共和党にとって短期的には政治上都合が良い方法で私を攻撃しようとする動きがあったと思いますが、実際の選挙戦ともなれば、これで問題を抱えるのは共和党の方だと思います。大多数の人々は大統領は大統領自身が言った通りハワイで生まれたと確信していますから。大統領選ともなれば意見が対立する問題もいくつかあります。例えば失業率をもっと早く下げるべきだとか、ガソリン価格についての計画を知らせるべきだとか。しかし陰謀論や、出生証明書は有権者は気に掛けません。だから、これは彼らにとって問題となるのだと思います
。
2011年4月27日、オバマは出生証明書原本の公開から1時間後にホワイトハウスのプレスルームに現れ、陰謀論を「サーカスの余興や呼び込みの声」に例えながら、次のように述べた。「我々が何を発表してもこの問題を収束させる気がない人々がいることは分かっています。しかし、私が語りかけたいのはアメリカ国民の大多数、そして報道関係者の皆様です。我々にはこうした愚かなことをしている時間はありません。やるべきことが他にあるのです。」

2011年後半、オバマの再選キャンペーンではオバマの写真（「Made in the USA」と書かれている）と出生証明書の画像がプリントされたマグカップが販売された。オバマ陣営は「大統領の出生証明書に関する陰謀論を完全になくす方法は本当にないので、それを笑い飛ばして、できるだけ多くの人がこのジョークに参加してもらうほうがいいと考えた」と述べている。